# Seismosaurus
Seismosaurus is een geslacht van uitgestorven herbivore sauropode dinosauriër uit de groep van de Diplodocidae. Hij leefde tijdens het Laat-Jura, zo'n 152 miljoen jaar geleden, in het gebied van het huidige Noord-Amerika.
In 1991 werd de naam Seismosaurus, 'aardschoksauriër', gegeven aan het fossiel van een gigantische sauropode die in 1979 in de woestijn van Nieuw-Mexico ontdekt was. Dr. David Gillette groef de resten van het dier op en dacht dat het oorspronkelijk wel ruim vijftig meter lang kon zijn geweest. Hij meende ook dat het een heel nieuwe soort was, Seismosaurus hallorum. Latere onderzoekers stelden de lengte naar beneden bij. Ze vonden ook dat het dier in wezen niets anders was dan een heel groot en oud individu van een al bekende soort van Diplodocus: Diplodocus longus. In 2015 kwam een onderzoek tot de conclusie dat D. longus geen geldige naam was omdat die eerst gegeven was aan wat beschadigde staartwervels die ook aan andere soorten hadden kunnen toebehoren. Gillette's grote sauropode en nog eens drie andere skeletten hoorden wel vaststelbaar bij een eigen soort die dan Diplodocus hallorum kan heten of naar keuze Seismosaurus; de typesoort van dat laatste geslacht blijft in beide gevallen Seismosaurus hallorum. De vier exemplaren vertegenwoordigen samen het grootste deel van het skelet maar de schedel ontbreekt.
Seismosaurus was een zeer lange dinosauriër die van kop tot staartpunt zo'n tweeëndertig meter mat. Zijn gewicht lag rond de dertig ton. De lengte werd vooral gevormd door een lange nek en staart. De nek diende om makkelijker voedsel te bereiken, stukken van coniferen. De geleerden zijn het er niet over eens of dat vooral in de hoogte of de breedte gezocht werd. Het plantenmateriaal werd heel ingeslikt en in de enorme buikholte verteerd die tussen de vier rechte poten hing. Dat leverde de energie om het warmbloedige lichaam op temperatuur te houden. De zuurstof werd gewonnen door een ingewikkeld systeem van luchtzakken dat steeds verse lucht door de stijve longen stuwde. Die luchtzakken hadden ook uitlopers in de wervels die daardoor uitgehold werden wat het gewicht iets omlaag bracht. Dit alles maakte Seismosaurus tot een energiek dier dat flink doorstappend een vijfentwintig kilometer per uur kon bereiken. Door de staart als zweep te gebruiken hield het zich roofdieren van het lijf, zoals Allosaurus.

## Vondst en naamgeving

### Ontdekkingsgeschiedenis

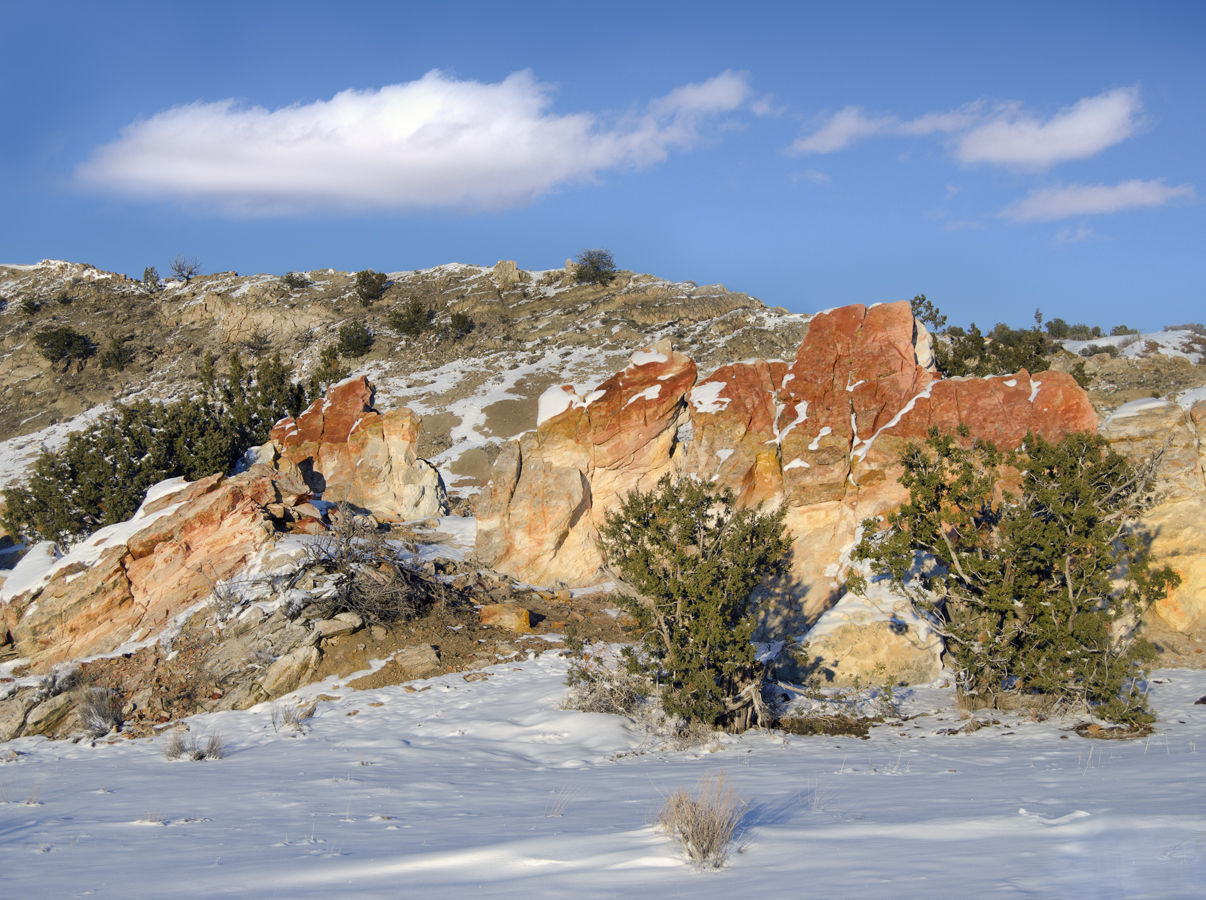
Het karakteristieke landschap van de Ojito Wilderness

In 1979 maakten twee amateurarcheologen, Arthur Loy en Jan Cummings, in Sandoval County, New Mexico zestien kilometer ten westen van San Ysidro een trektocht naar de Ojito Wilderness Study Area om rotstekeningen te bestuderen die vroegere bewoners ingekrast hadden. Over een mesa lopend zag Arthur plots een reeks enorme staartwervels van een dinosauriër uit het zandsteen van een lage rotswand steken. Jan, een apotheker die vroeger geologie gestudeerd had, wist dat die zeldzaam waren in dit gebied. Een paar weken later kwamen ze terug op de vindplaats samen met hun vrienden Bill Norlander en Frank Walker. Bij die gelegenheid werden er filmopnamen gemaakt. Hetzelfde jaar meldden ze de vondst bij het United States Bureau of Land Management. Een paleontoloog van die instelling kwam kijken en identificeerde de vondst als een diplodocide sauropode maar oordeelde dat het gesteente te hard was om met werktuigen handmatig te verwijderen. Er zouden explosieven gebruikt moeten worden om de beenderen vrij te krijgen. Teleurgesteld bedekten de vrienden de botten zoveel mogelijk om ze tegen de elementen te beschermen.

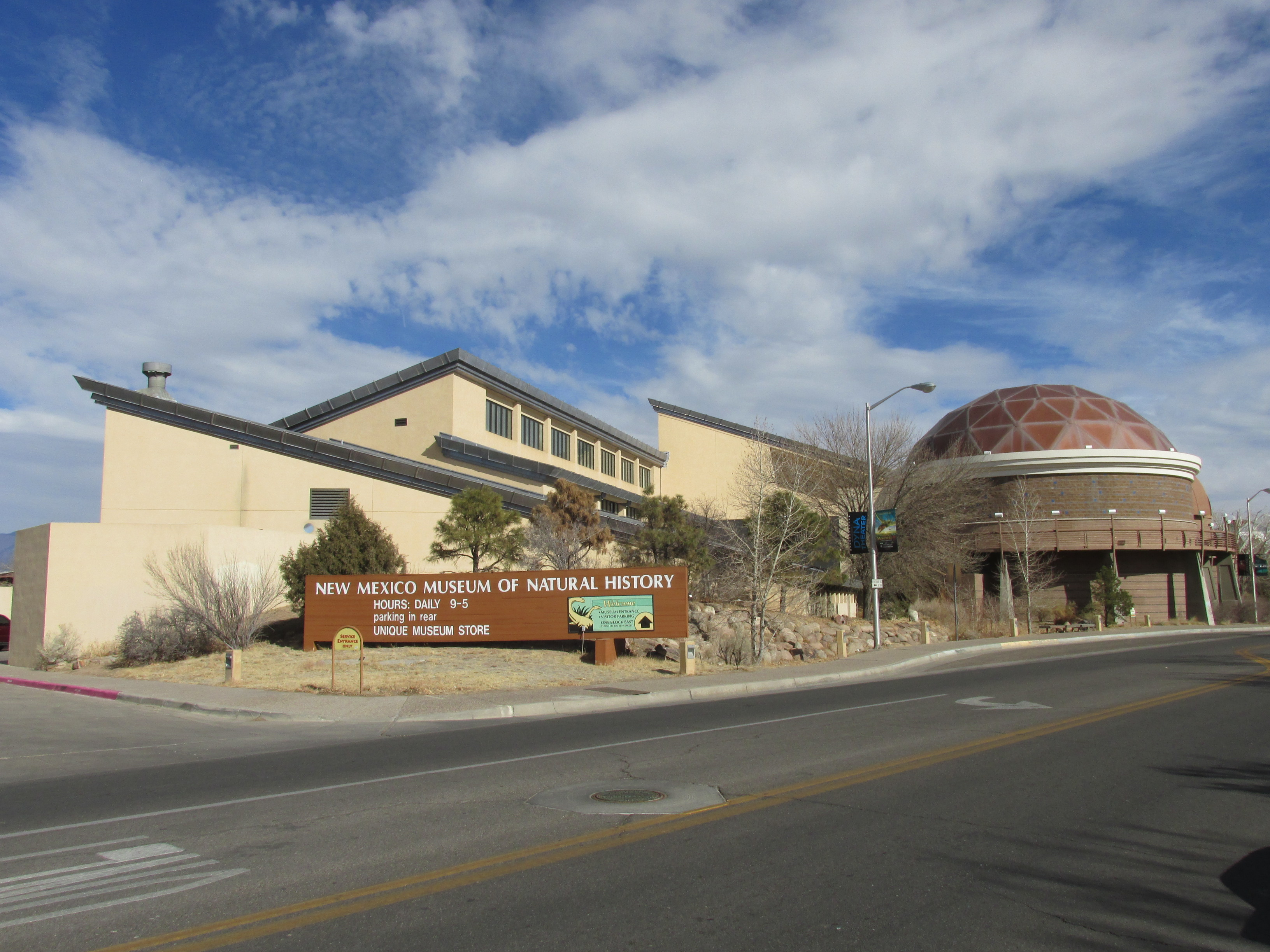
Het New Mexico Museum of Natural History

In 1982 werd er een nieuw New Mexico Museum of Natural History opgericht. In het voorjaar van 1985 leverde de constructie van een groot gebouw daarvoor een hoop publiciteit op. Frank Walker besloot bij deze gelegenheid de vondst opnieuw onder de aandacht van de wetenschap te brengen. De conservator paleontologie van het museum, David Gillette, was eerst sceptisch omdat er uit de streek nauwelijks dinosauriërs uit het Jura bekend waren. Toen Walker daarop de foto's meebracht, werd Gillette echter meteen overtuigd van het belang van de vondst. Walker bleek daarbij een tv-ploeg naar de vindplaats meegenomen te hebben en al twee weken eerder was er een reportage over uitgezonden. Dat droeg het gevaar in zich dat nieuwsgierigen de vindplaats zouden plunderen. In mei 1985 bezocht Gillette de locatie; de gaafheid van de botten overtuigde hem ervan dat een opgraving in gang gezet moest worden. In korte tijd verkreeg hij hiervoor een vergunning van het USBLM, nodig omdat het fossiel op federale grond lag. Op vaderdag dat jaar bedekte hij samen met zijn vrouw, dochter, preparateur David Thomas en de vier vrienden zeven staartwervels met gips — in eerste instantie dacht hij dat het er acht waren — en hakte ze als steenblokken uit, waarna ze afgevoerd werden om in een garage opgeslagen te worden; het museum had voorlopig geen plaats want het zou pas in januari 1986 geopend worden. De vondst werd al in 1985 in de literatuur vermeld. Het exemplaar kreeg van Gillette de bijnaam 'Sam', gekozen omdat het zowel een jongensnaam, van 'Samuel', als een meisjesnaam, van 'Samantha', kon zijn — het geslacht van het dier was immers onbekend.

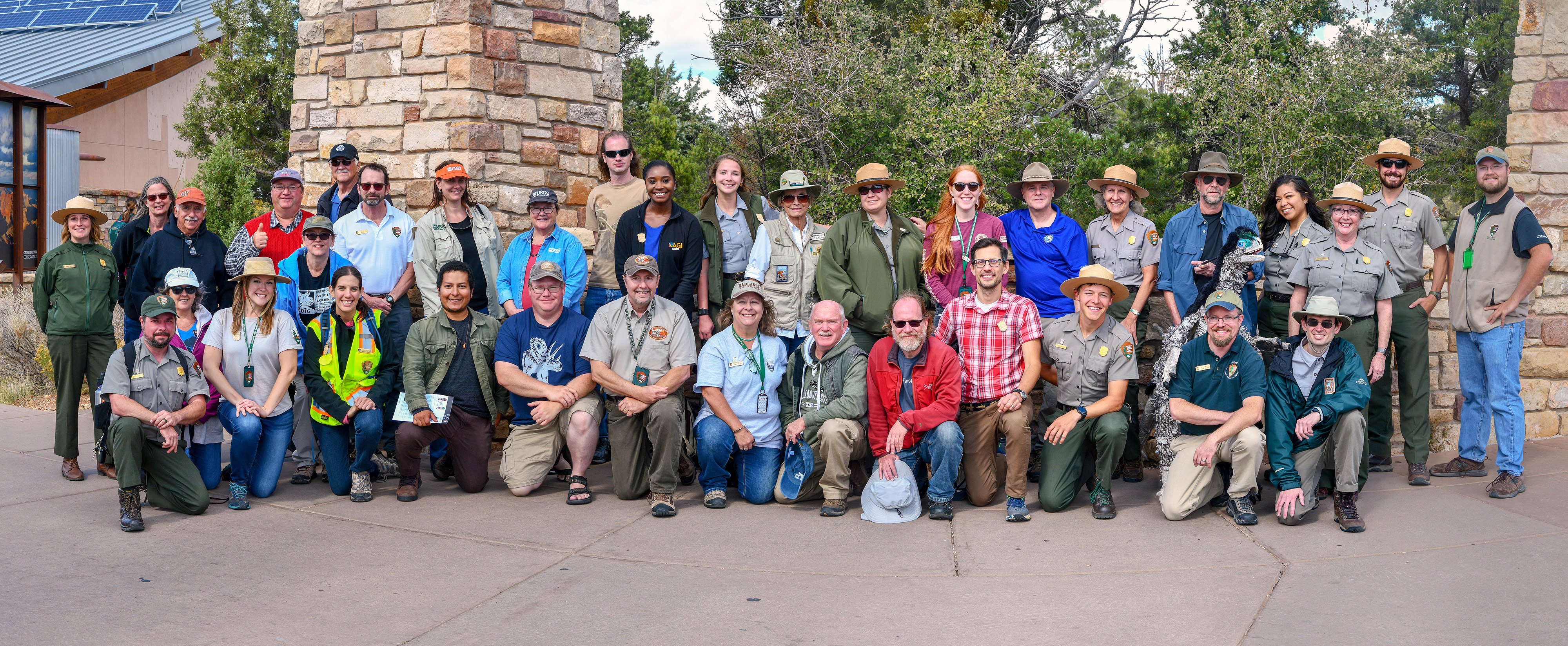
Gillette derde van links op de achterste rij

Een uit de rotswand stekend fragment van een wervel was achtergebleven, het bewijs dat de rest van het skelet zich dieper in de aardlaag voortzette, de rotswand in. In de zomer van 1985 vond Gillette dat nog niet zo'n probleem omdat hij ervan uitging dat het exemplaar een al bekende soort vertegenwoordigde, vermoedelijk van Diplodocus. In 1986 werd hij echter een tijdje gedetacheerd in het Smithsonian Institute en de directe confrontatie met de vele diplodocide fossielen daar overtuigde hem ervan dat zijn opgraving een nog onbekend taxon aan het licht gebracht had. In de zomer van dat jaar werden vier van de wervels door het museum opgesteld. Naar aanleiding daarvan maakte Gillette in een persconferentie een nieuwe geslachtsnaam bekend: Seismosaurus. De naam is afgeleid van het Oudgrieks σεισμός, seismos, 'aardbeving'. Op de vitrine werd het dier de Earth Shaker genoemd. Gillette schatte de lengte van het beest op honderdtien voet, zo'n drieëndertig meter. De vondst kreeg veel aandacht in de pers. Dit alles overtuigde Gillette ervan dat ook de rest van het skelet moest worden gevonden ondanks de bezwaarlijke hoeveelheid gesteente die daarvoor verwijderd moest worden.
Gillette zocht om deze moeilijkheid te verminderen naar een methode om de precieze positie van ontbrekende skeletdelen te bepalen. Al in 1985 had hij dit vraagstuk tijdens een seminar in het Los Alamos National Laboratory voorgelegd aan een gezelschap ingenieurs. Die vonden dit een inspirerende uitdaging en een mooie gelegenheid om allerlei geavanceerde exploratietechnieken uit te proberen op een wijze die ook het grote publiek zou aanspreken. Zo ontstond THE SEISMOSAURUS PROJECT, een los samenwerkingsverband om de beenderen te lokaliseren. Een eerste bijdrage werd geleverd door Shaun Levy die ultravioletfoto's nam van de omringende rotsen. In dinosauriërbotten hopen zich in deze aardlagen namelijk vaak sporen van uranium op, wat weer leidt tot een vaststelbare fluorescentie van het gesteente. Op deze wijze werden verschillende fragmenten gevonden die eerst over het hoofd waren gezien en ook bleek het een zeer nuttig hulpmiddel om bij het prepareren het fossiel te onderscheiden van het moedergesteente. Het werd echter duidelijk dat de ontbrekende botten zich niet dicht onder het oppervlak bevonden. Dat was ook de uitkomst van een chemisch onderzoek door Nate Bower dat echter wel vaststelde dat in de 'versteende' botten in feite verrassend veel van het oorspronkelijke botweefsel nog aanwezig was. Het onderzoek richtte zich hierna op de mogelijkheid van een diepere positie, aan te tonen met behulp van de modernste opsporingsmethoden, zoals seismografische instrumenten en grondradar. De eerste metingen met een grondradar werden uitgevoerd door Roland Hagan en Carrie Neeper maar dat leverde geen eenduidige resultaten op. Daarna zetten Wayne Cooke en Cliff Kinnebrew van het Sandia National Laboratory een militaire radar in, die vage indicaties gaf. Een volgende experiment werd uitgevoerd door Harold Bowen en Rod Hardee die een magnetometrie uitvoerden, het meten van verstoringen van het magnetisch veld; daarmee werden twee kleine botfragmenten gevonden. Bill Johnson zette hierop een Geigerteller in om zo de radioactieve beenderen te vinden maar nam geen speciale uitslagen waar. Uiteindelijk probeerde Alan Witten van het Oak Ridge National Laboratory de botten seismografisch op te sporen via akoestische diffractietomografie, het meten hoe geluidsgolven van kleine explosies zich door de aarde voortbewegen. Dit gaf aan dat er zich een belangrijke concentratie van beenderen in de grond bevond, schuin rechts van de lijn van de staart op een vijf meter van het punt waar het laatste stuk wervel zichtbaar was. Hierdoor gesterkt zette Gillette de opgraving door.
Een voorwaarde voor een succesvolle berging van deze omvang was het verwerven van voldoende fondsen; het budget van het museum was ontoereikend. De experimentele exploratietechnieken, die nog tot 1992 zouden worden voortgezet, kregen voor een jaar subsidie van de National Science Foundation. De opgravingen als zodanig zouden voor drie jaar betaald worden door de National Geographic Society. De Martin Marietta Corporation Foundation sponsorde nog een extra jaar.
Juli 1987 begon men verder de rotswand in te graven, met drilboren en pikhouwelen een toplaag van drie meter keiharde zandsteen verwijderend. Daarbij werden veel vrijwilligers ingezet, begeleid door Peggy Bechtel wier echtgenoot Wilson Bechtel zich zelf onder de gratis werkkrachten bevond. Al snel bleek dat het achtergebleven botfragment slechts een chevron betrof, een aan de onderkant van de staartwervel thuishorende hemaalboog, welke niet aan verdere wervels verbonden was. Desalniettemin hakte men stug door, welke inspanning na een maand beloond werd met de vondst van nog eens vier wervels, de vierde, vijfde, zesde en zevende uit de basis van de staart. Daarna bleken ook de eerste, tweede en derde staartwervel aanwezig te zijn. Aan het eind van het veldseizoen, oktober 1987, had men het heiligbeen bereikt, de wervels die tussen de bekkenhelften liggen, precies op de positie die de militaire radar had aangegeven. Verpakt in tissues en gips werden beide groepen staartwervels in 1988 ieder als een blok verwijderd, wat per groep drie maanden in beslag nam. Het heiligbeen werd in 1989 als een derde blok verwijderd, met een gewicht van anderhalve ton; het hele veldseizoen werd daaraan besteed. De ernaast liggende bekkendelen bleken eenvoudig te verwijderen, omvat door verkruimelend zand. In 1990 werden zeven achterste ruggenwervels, de vierde tot en met tiende, blootgelegd, op de positie voorspeld door de seismografische instrumenten. Deze werden als één blok geborgen, met een gewicht van ruim twee ton, wat pas eind 1991 voltooid werd. Daarnaast vond men los de derde ruggenwervel welke doorboord bleek door een van de boorgaten van de exploratietechnieken. Gedurende het verwijderen van de grote blokken bleef men verder de steeds hogere toplaag verwijderen. Eind 1991 en in 1992 werden uiteindelijk, vele meters van de romp, nog vier stukken van een halswervel ontdekt.

### Seismosauruswordt benoemd
Ondertussen waren Gillette en anderen over de vondst blijven publiceren. Daarbij werd al informeel de naam "Seismosaurus" gebruikt, die dus officieel nog een nomen nudum was. In 1991 vond Gillette het tijd geworden de soort formeel te beschrijven en benoemen, ook al waren de wervels van de rug nog niet geprepareerd. De geslachtsnaam Seismosaurus had hij al. De betekenis, 'aardschoksauriër', verwijst naar de kleine aardbeving die iedere stap van het dier veroorzaakt moet hebben en dus niet naar de seismografische opsporingsmethoden zoals wel verondersteld is: Gillette had deze naam immers al in 1986 bedacht, voordat deze exploratietechniek werd ingezet. Aan de geslachtsnaam moest nu een soortaanduiding worden toegevoegd. Gillette overwoog het dier naar de kenmerkende omvang te vernoemen maar 'longus' zou een verwarring kunnen opleveren met de nauw verwante Diplodocus longus en hij kreeg te horen dat 'colossus' in het Grieks 'standbeeld' betekent en niet 'kolossaal'. Een verwijzing naar de vindplaats leek hem ook niets daar dit het voor een Amerikaan onuitspreekbare 'ojitoensis' zou opleveren. Het lag voor de hand de vier oorspronkelijke ontdekkers te eren maar hun namen zouden lastig in één woord te verenigen zijn. Gillette besloot uiteindelijk de soortaanduiding een eerbewijs te laten zijn voor dominee James Wallace Hall, directeur van het Ghost Ranch Conference Center, en diens vrouw Ruth Hall, die toen een kwarteeuw het onderzoek naar Coelophysis in de Ghost Ranch-vindplaats in het noorden van Nieuw-Mexico hadden ondersteund. De soortnaam werd zo Seismosaurus halli. De publicatie zou echter geen stabiele naam opleveren. George Olshevsky wees er al meteen op dat het verplicht is bij het verwijzen naar meerdere personen de genitief meervoud te gebruiken. Het moest dus Seismosaurus hallorum zijn. Er is wel gedacht dat Olshevsky zelf in 1998 de naam gecorrigeerd heeft maar in feite deed Gillette dat in 1994 in zijn Seismosaurus — The Earth Shaker, het eerste boek voor volwassenen dat aan één enkele niet-vliegende dinosauriër gewijd was — er waren al eerder vele boeken over vogelsoorten verschenen.

### Het fossiel materiaal
Het holotype NMMNH P-3690 is gevonden in een laag van de Jackpile Sandstone Member van de middelste Morrisonformatie die dateert uit het late Kimmeridgien, ongeveer 152 miljoen jaar oud. Het bestaat uit een gedeeltelijk skelet zonder schedel. Welke gedeelten precies bewaard zijn gebleven is controversieel geweest. Gillette dacht dat de oorspronkelijke achterste acht staartwervels de zevenentwintigste tot en met twintigste vertegenwoordigden, hoewel hij er niet helemaal zeker van was dat de achterste in de reeks werkelijk in verband gevonden was. Zo'n achterwaartse positie zou ook goed overeenkomen met de feitelijke afstand met de voorliggende wervels zoals in de aardlaag aangetroffen. Spencer Lucas concludeerde echter in 2006, na een grondiger preparatie van het materiaal, dat het blok maar uit zeven wervels bestond die naar achteren verschoven waren geweest en in feite de negentiende tot en met dertiende waren. Verder is volgens Lucas de twaalfde en elfde staartwervel aanwezig. Gillette had de dertiende staartwervel in 1991 aangezien voor de twintigste, en de elfde fout geïdentificeerd als de dertiende. Voor de rest komen de identificaties overeen: de achtste tot en met tweede staartwervels, het doornuitsteeksel van de eerste staartwervel, een tweede en een vierde chevron, vijf sacrale wervels, beide darmbeenderen, het linkerschaambeen, beide zitbeenderen, een volledige reeks van tien ruggenwervels waarvan de eerste twee echter vrijwel vernietigd waren, delen van vier ribben en stukken van niet te identificeren halswervels — Gillette meende oorspronkelijk dat het de vijfde, zevende, achtste en elfde waren. Er zijn dus zestien staartwervels bewaard; Gillette kwam op tweeëntwintig; hij vermoedde eerst dat ook de eerste staartwervel nog volledig aanwezig was en verder de hele reeks van de tiende tot en met vijftiende. Een in 1991 zes meter van de wervelkolom gevonden rechterdijbeen, specimen NMMNH P-25079, waarvan Gillette dacht dat het van een andere dinosauriër was, wees Lucas alsnog aan het holotype toe. In totaal is dertig procent van het skelet bewaard gebleven.

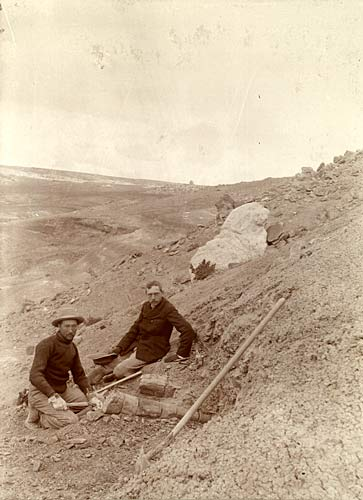
Brown graaft AMNH 223 op

Verder dacht Gillette 230 gastrolieten te hebben aangetroffen, in twee concentraties, één in de maag en één in de krop. Een van zulke maagstenen was zo groot dat hij speculeerde dat die de dood van het dier veroorzaakt zou hebben. Lucas concludeerde in 2000 echter dat het ging om normale kiezelstenen die vaak in zandsteen gevonden worden. De gepolijste textuur die kiezelstenen typisch bezitten, was aangezien voor de inwerking van maagsappen en de slijtage door het malen van voedsel.

### Het vraagstuk van de geldigheid van de soort
Al in 1979 was het opgevallen dat het exemplaar erg op Diplodocus leek, een dinosauriër uit dezelfde formatie, zij het dan dat het een derde langer was dan enig ander bekend fossiel van Diplodocus. Toen Gillette in 1986 het stellig als een aparte soort presenteerde, nog voor het zelfs maar was opgegraven, laat staan geprepareerd, riep dat sceptische reacties op. In 1988 suggereerde Gregory S. Paul dat het simpelweg een groot uitgevallen diplodocusindividu betrof. Vlak na de beschrijving van 1991 begon de opvatting algemeen te worden dat Seismosaurus of identiek was aan, en dus een jonger synoniem van, Diplodocus longus, of hoogstens een aparte soort vormde binnen dat geslacht. Brian Curtice sprak in 1996 voor het eerst van een Diplodocus hallorum, zij het slechts in een ongepubliceerde these waarbij ook de foute positie van de staartwervels voor het eerst onderkend werd; pas in 2000 werden hij en de nieuwe combinatie in een artikel aangehaald. Lucas concludeerde in 2006 dat, afgezien van de zwaardere bouw inherent aan een groter individu, slechts minieme verschillen de soort onderscheiden van Diplodocus longus. Hij bleef spreken van een Diplodocus hallorum maar alleen omdat de taxonomie van de drie indertijd als geldig beschouwde diplodocussoorten nodig modern onderzoek behoefde. Als het exemplaar inderdaad een aparte soort vormde, is er echter geen dwingende reden de geslachtsnaam Seismosaurus toch niet te gebruiken.

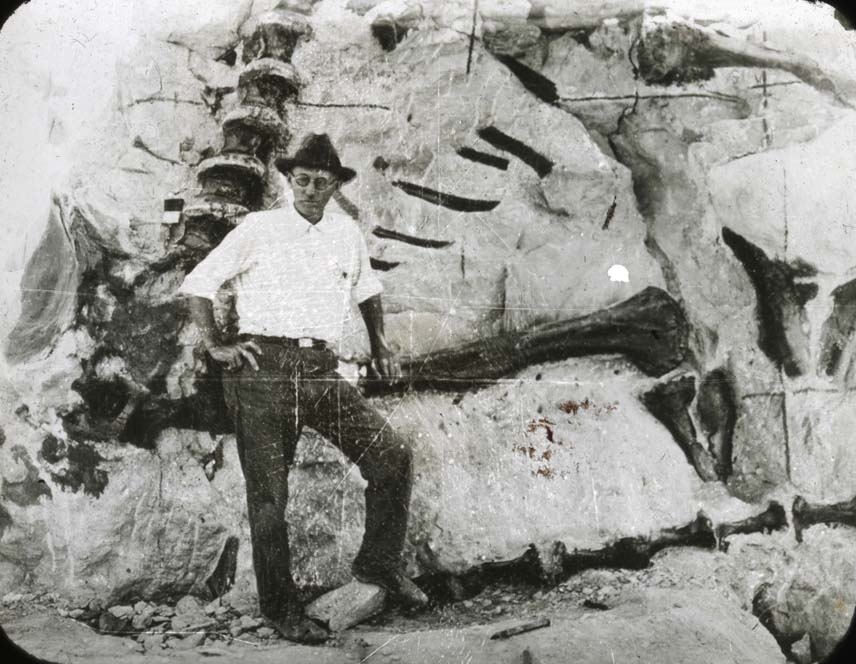
USNM 10865

In 2015 werd in de behoefte aan een revisie van het geslacht Diplodocus voorzien door een grote analyse van Emanuel Tschopp. Dit had als verrassende uitkomst dat weliswaar het holotype van Seismosaurus inderdaad in wezen identiek was aan de belangrijkste exemplaren van postcrania, delen achter de schedel, die aan D. longus waren toegewezen maar dat deze laatste soort zelf een nomen dubium was, gebaseerd op ontoereikend typemateriaal. Voor het materiaal wordt dan Seismosaurus dan wel Diplodocus hallorum de geldige naam. De studie wees specimina AMNH 223, DMNS 1494 en USNM 10865 aan D. hallorum toe. Van geen enkele schedel kon met zekerheid vastgesteld worden dat het om Diplodocus ging.
Het toewijzen van de andere exemplaren betekent ook dat Seismosaurus een stuk eerder ontdekt werd dan tot nu toe aangenomen. AMNH 223 werd al in 1897 gevonden door Barnum Brown. Het bestaat uit een gedeeltelijk skelet, de eerste dinosauriër die door het American Museum of Natural History is opgegraven. Het omvat de wervelkolom van het midden van de rug tot en met het midden van de staart, ribben, chevrons, delen van de schoudergordel, het bekken, en een achterpoot minus de voet. De andere exemplaren zijn in het begin van de twintigste eeuw opgegraven in het Dinosaur National Monument. DMNH 1494, gevonden door Earl Douglass en in 1936 door het AMNH met het Denver Museum of Nature and Science geruild voor twee mammoeten en aldaar opgesteld door Philip Reinheimer, bestaat uit een complete wervelkolom van de achtste halswervel tot en met de twintigste staartwervel, de rechterschoudergordel, een compleet bekken, en beide achterpoten minus de voeten. Het dijbeen had oorspronkelijk het inventarisnummer CM 11970; het rechterkuitbeen en het rechtersprongbeen worden nog steeds apart in het Carnegie Museum bewaard als specimen CM 21763 (DNM 150/11). USNM 10865, al in 1921 gelokaliseerd, werd in mei 1923 door Charles Whitney Gilmore opgegraven en in 1931 opgesteld in het Smithsonian Institute. In 1932 beschreef hij het exemplaar. Het omvat de eerste tien halswervels, de tweede en derde ruggenwervel, een reeks van de zesde tot en met tiende ruggenwervel, de eerste negenentwintig staartwervels, de drieëndertigste staartwervel, de vijfendertigste staartwervel, twee ribben, een halve schoudergordel, een opperarmbeen, een ellepijp, een spaakbeen, een darmbeen, beide schaambeenderen, een zitbeen, een dijbeen, een scheenbeen, een kuitbeen en een voet. Naast deze formeel in 2015 toegewezen specimina is nog een grote hoeveelheid andere meer fragmentarische vondsten ooit aan D. longus toegewezen. Van al deze fossielen is volgens de in 2015 toegepaste methodologie nog onbepaald om welke soort het eigenlijk gaat. Losse botten zijn zo nauwelijks determineerbaar en kunnen dan niet anders geclassificeerd worden dan een cf D. hallorum, 'vergelijkbaar met' die soort.

## Beschrijving

### Grootte

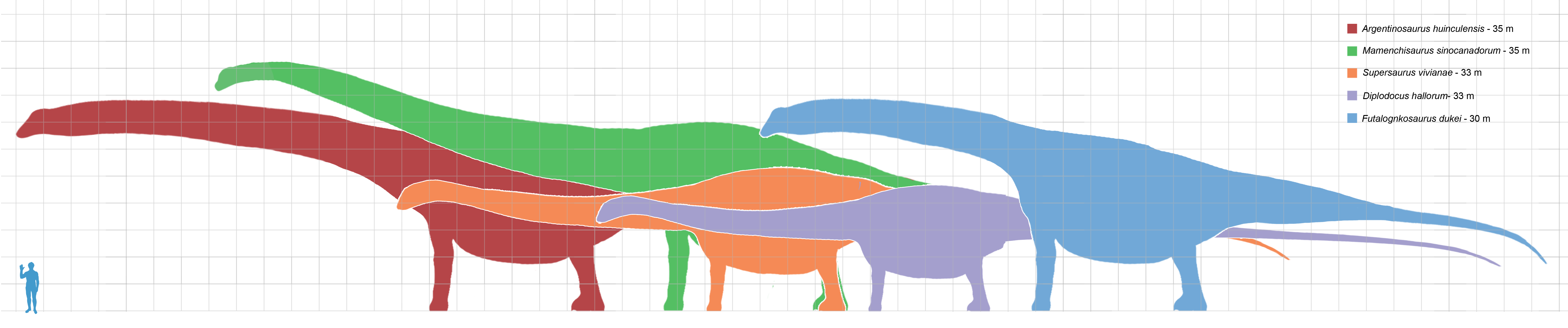
Een vergelijking met andere reusachtige sauropoden, met Seismosaurus in het violet

Seismosaurus is een gigantische sauropode, een van de langste dinosauriërs die ooit geleefd hebben. De precieze omvang is echter controversieel gebleken. In de eerste persberichten van 1986 sprak Gillette nog van 110 voet, dus drieëndertig meter, een schatting gebaseerd op een extrapolatie van de lengte van Diplodocus. Bij het reconstrueren van de staart begon Gillette, die eigenlijk een zoogdierenexpert was, echter een aantal fouten te maken. Om te beginnen dacht hij dat er drie lange reeksen staartwervels gevonden waren. De achterste reeks daarvan schatte hij een wervel te lang in en hij begreep niet dat die verschoven was. De middelste reeks bestond in feite slechts uit twee elementen, de elfde en twaalfde wervel, maar werd door hem als een aaneengesloten serie van zes geteld. Het gevolg was dat hij de reeks met zeven wervelposities rekte en een staart kreeg die niet een achttien meter was maar wel vijfentwintig meter lang kon zijn geweest. Voor de nek veronderstelde hij een overeenkomende lengte van vijfenzestig tot zeventig voet, ongeveer twintig meter. Uiteindelijk kwam hij voor de totale lichaamslengte uit op een schatting van 128 tot 170 voet, dus achtendertig tot eenenvijftig meter. In sommige populair-wetenschappelijke teksten werden die 170 voet, door een foute omzetting van het imperiale naar het metrieke stelsel waarbij door drie gedeeld werd in plaats van vermenigvuldigd, een vijfenvijftig meter. Daaraan werden schattingen verbonden voor het gewicht van wel 113 ton. Dit zou Seismosaurus tot verreweg het grootste landdier maken waarvan goede resten bekend zijn, als hoogtepunt van een reeks nieuwe vondsten van sauropoden waarvoor recordgrootten geclaimd waren zoals Supersaurus, Dystylosaurus en Ultrasauros.
Al in 1988 betwijfelde Paul de correctheid van de reconstructie. Ook de herbeschrijving door Lucas wees erop dat de allereerste getallen juist waren geweest en dat het dier in wezen een 30% langer was dan eerder opgegraven skeletten van Diplodocus. Het was Gillette al duidelijk geweest dat de romp niet zoveel groter was. Een vergelijking kan gemaakt worden tussen de gecombineerde lengte van de derde tot en met tiende wervel van de rug bij Seismosaurus en bij CM 84, het meest complete Diplodocus carnegii-exemplaar: 247 centimeter tegenover ongeveer 214 centimeter. Gillette dacht echter dat de disproportioneel hoge doornuitsteeksels van de rug en het heiligbeen een extra lange nek en staart konden dragen. Lucas wees er echter op dat ze bij een groter dier al speciaal groot moesten zijn omdat het gewicht van nek en staart met de derde macht toenam. Lucas schatte de lengte van de schedel op 78 centimeter, van de nek op 832 centimeter, de rug op 378 centimeter, het heiligbeen op 110 centimeter en de staart op 1885 centimeter, aangenomen dat er vijfenzeventig staartwervels waren. Het totaal kwam dan op 32,83 meter. In 2010 schatte Paul de lichaamslengte op tweeëndertig meter, het gewicht op dertig ton. Dit is lang geen record: Argentinosaurus was een stuk zwaarder en die moet op zijn beurt weer lichter geweest zijn dan Amphicoelias. De kop kon op vijftien meter hoogte gebracht worden als Seismosaurus zich op de achterpoten verhief. Aangezien zijn afmetingen zo groot waren, moet hij in zijn volwassenheid veilig geweest zijn voor roofdieren.

### Onderscheidende kenmerken
Er was Gillette veel aan gelegen dat hij unieke kenmerken van het geslacht kon aantonen: die moesten immers bewijzen dat het echt om een apart taxon ging. Zulke trekken zag hij vooral in de staart. Hierbij werd hij echter op het verkeerde been gezet door de foute reconstructie. Doordat hij de wervels te veel naar achteren plaatste, leek het of de typische kenmerken van de middenstaart zich veel langer in de reeks voortzetten dan normaal. Ook leverde het een bizarre staartvorm op. Bij sauropoden steekt de staartbasis wat omhoog; daarna buigt de staart weer omlaag. Door de foute plaatsing kwam dit gebogen stuk in het midden van de staart terecht. De staart zou dan eerst een heel eind horizontaal lopen om dan in een plotse knik naar beneden te krommen waarna het lange staartuiteinde weer horizontaal liep — maar wel vlak boven de grond. Bij een correcte reconstructie blijkt Seismosaurus een staart te hebben die in wezen hetzelfde is gebouwd als bij andere diplodociden.
Een ander eigenaardig kenmerk meende Gillette ontdekt te hebben in het zitbeen van het bekken. Dit schuin naar achteren en beneden uitstekende bot toonde aan het uiteinde een plotse bocht naar boven zodat het eruitzag als een hockeystick. Beide zitbeenderen leken ook niet met de kromme uiteinden met elkaar vergroeid terwijl ze normaal een symfyse, een vergroeiingsvlak hebben. In 2006 onthulde Lucas dat een verdere preparering van het bot liet zien dat een stuk wervelboog voor het uiteinde van het zitbeen gelegen was. Eind jaren tachtig was het per abuis in het geheel mee opgenomen wat het afgeronde uiteinde opleverde. Toen het in textuur en kleur weinig van het bot verschillende moedergesteente verwijderd werd, vielen beide stukken uiteen en bleef een normaal zitbeen over.
Het enige kenmerk dat Lucas als uniek voor Seismosaurus kon bepalen, was behalve de grote lengte en een robuust schaambeen de peddelvorm van de eerste chevrons. De studie uit 2015 lukte het echter acht autapomorfieën vast te stellen, unieke afgeleide kenmerken. Voor een deel werden die echter waargenomen bij de toegewezen exemplaren alleen, niet bij het holotype. Bij die ruggenwervels die enkelvoudige in plaats van gevorkte doornuitsteeksels hebben, is de bovenrand van de richel op de achterkant van het doornuitsteeksel overdwars hol. De wervelbogen van de middelste staartwervels staan op de voorste helft van het wervellichaam. Bij de middelste staartwervels staan de doornuitsteeksels verticaal. Bij de middelste en achterste staartwervels bevindt de achterrand van de top van het doornuitsteeksel zich min of meer recht boven de achterste gewrichtsuitsteeksels. Bij de achterste staartwervels steken de voorste gewrichtsuitsteeksels over de voorrand van het wervellichaam. De bovenste takken van de chevrons van de middelste staartwervels hebben opvallende groeven aan hun binnenzijden. Het dijbeen is lichtgebouwd met een schachtbreedte in zijaanzicht die tweeëntwintig procent of minder bedraagt van de lengte. De groeven aan de buitenzijden van de voetklauwen lopen horizontaal uit.
De studie uit 2015 erkende dat het holotype afwijkende chevrons had maar achtte dit een geval van individuele variatie: pas bij zes verschillende autapomorfieën sprak men van een aparte soort. Hetzelfde geldt voor twee andere eigenaardigheden: de pleurocoelen bevinden zich bij de voorste staartwervels op de achterste helft van het wervellichaam; bij het schaambeen maakt het raakvlak met het zitbeen meer dan eenenveertig procent van de hoogte uit.

### Skelet

#### Schedel

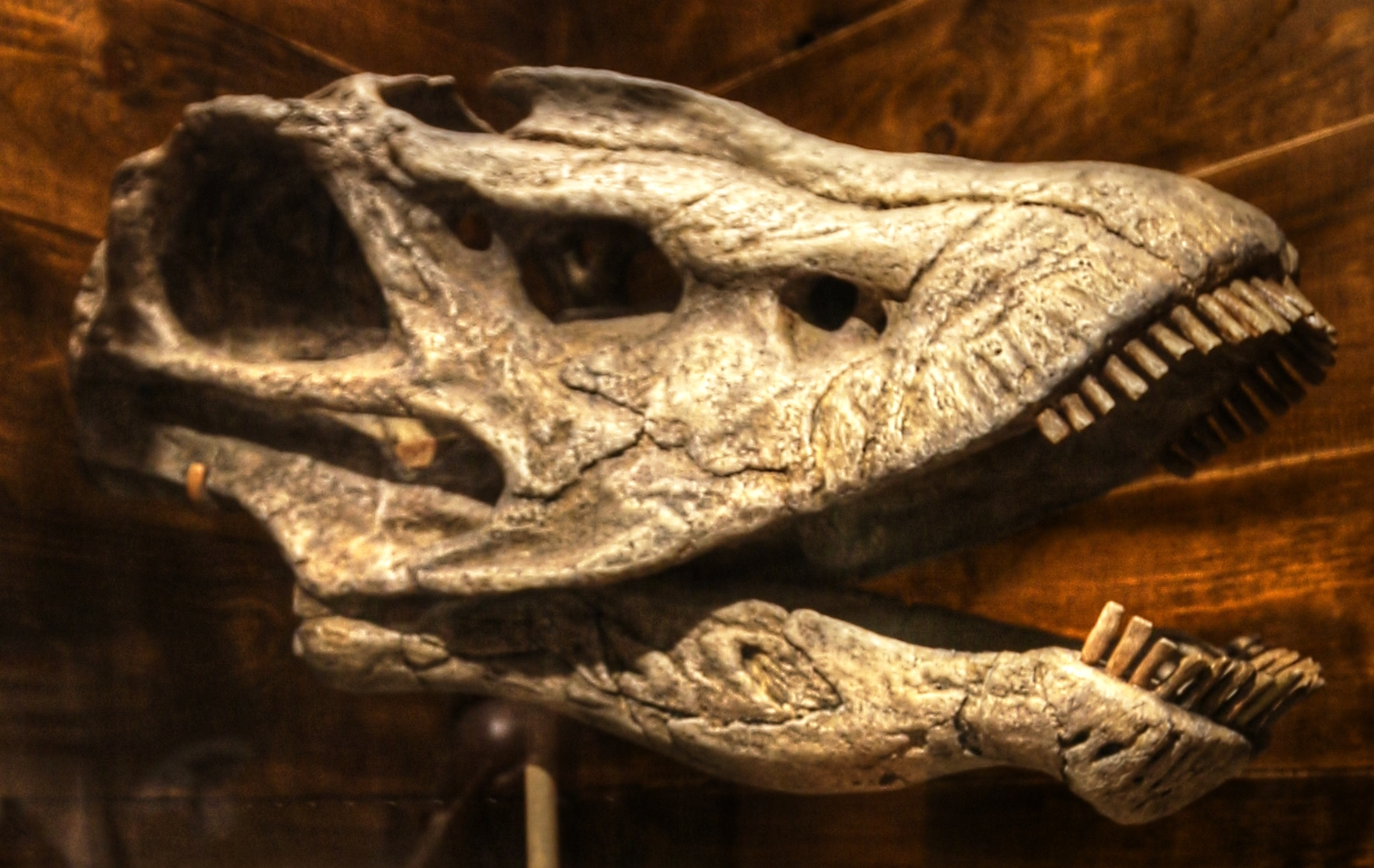
De fantasierijke reconstructie van de schedel in het NMMNH

Bij het holotype van Seismosaurus werd geen schedel aangetroffen. Het New Mexico Museum of Natural History stelde in 2004 echter een drieëndertig meter lange reconstructie van het skelet op waarbij ook de kop aangevuld was. Daarvoor gebruikte men niet simpelweg een al bekende diplodocine schedel maar probeerde een indruk te geven hoe die bij een zeer groot en oud dier robuust uitgegroeid zou kunnen zijn. Het woest aandoende resultaat werd ook nog eens apart in een vitrine getoond.

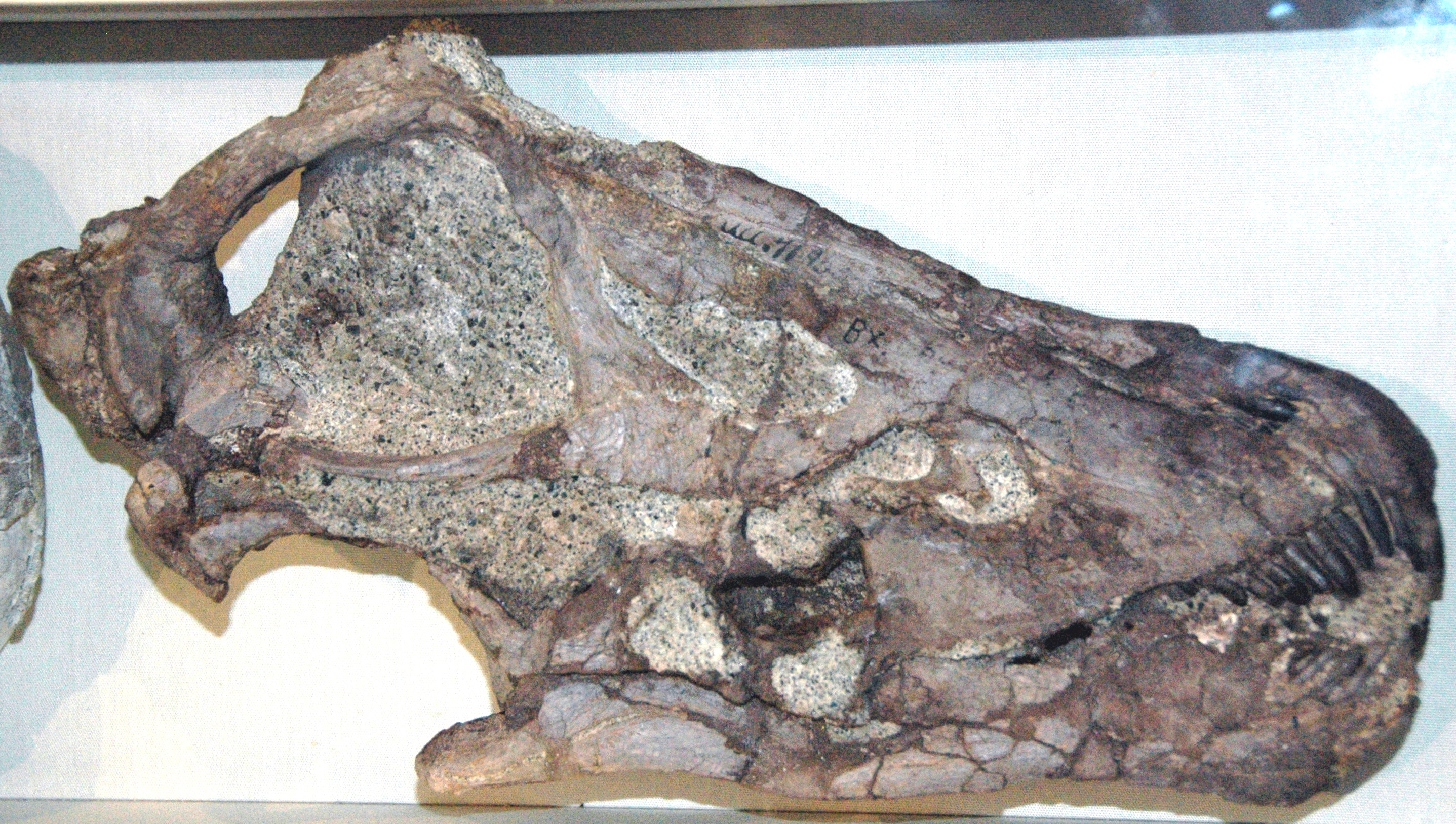
Specimen CM 11255 is van een jong dier gevonden in het Dinosaur National Monument, net als grotere seismosaurusexemplaren

Het toewijzen van het oude D. longus-materiaal in 2015 had alsnog een schedel op kunnen leveren, zij het dat ook daarvan geen enkel cranium met zekerheid geacht werd deel uit te maken. Ook van D. carnegii is geen zekere schedel bekend. Verschillende schedels zijn echter wel in eerdere studies aan D. longus toegewezen. Die lijken sterk op de bekende koppen van Galeamopus en Kaatedocus, een aanwijzing dat alle diplodocine schedels weinig van elkaar verschilden. De koppen hebben hooggelegen neusgaten, een afhangende langgerekte snuit die vooraan recht afgesneden is met afgerond hoeken en schuin naar voren stekende stiftvormige tanden.

#### Postcrania
De wervelkolom bestaat uit vijftien halswervels, tien ruggenwervels, vijf sacrale wervels van het heiligbeen en zeker vijfenzeventig, wellicht tachtig, staartwervels. Uit de toegewezen exemplaren is bekend dat een belangrijk deel van de wervels gepneumatiseerd is. Gilmore beschreef in 1932 een pneumatisering van de tweede halswervel tot en met de achttiende staartwervel. Dit doortrokken zijn van luchtholten kon het gewicht van het dier met tiende verminderen ten opzichte van een massieve situatie.
De halswervels van het holotype zoals door Gillette gereconstrueerd waren extreem lang; ze zouden tot wel twee meter moeten hebben gemeten om de door hem geschatte neklengte te bereiken. Sauropode wervels van die grootte zijn onbekend. Hun feitelijke maximale lengte bedroeg vermoedelijk de helft daarvan. Onderaan bevinden zich lage langgerekte nekribben. De doornuitsteeksels bovenop zijn laag; die van de nekbasis met een tamelijk brede basis en niet schuin naar voren stekend.
De ruggenwervels zijn kort en hoog. Vooral bij het holotype hebben ze hoge doornuitsteeksels, die bovenaan in zijaanzicht wat verbreed zijn. Ook de wervelboog is hoog en voorzien van een complex patroon van uithollingen en richels die van en naar de verschillende uitsteeksels lopen: het doornuitsteeksel, de gepaarde voorste gewrichtsuitsteeksels die het contact handhaven met de gepaarde achterste gewrichtsuitsteeksels van de voorgaande wervel, en de zijuitsteeksels waarop de diapofysen gelegen zijn, de facetten voor het contact met de bovenste ribkoppen.
De voorste ruggenwervels zijn opisthocoel: met een bolle voorkant en een holle achterkant. Hun wervellichamen zijn ingesnoerd, zodanig dat er een kiel ontstaat op de onderkant. Bij het holotype zijn de vierde en vijfde wervel opvallend smal. De middelste ruggenwervels zijn een stuk langer en hebben in dwarsdoorsnede bolle zijden. Hun voorste bolling is gering. De negende en tiende wervel zijn weer tamelijk kort en in dwarsdoorsnede breder dan lang, een typisch diplodocide kenmerk.
Alle ruggenwervels hebben pleurocoelen, pneumatische uithollingen in de zijden, tussen het centrum en de wervelboog. Die van de eerste drie wervels zijn ondiepe groeven maar van de vierde wervel af vormen ze foramina, openingen waardoorheen uitlopers van de luchtzakken het bot binnendringen, aan de onderste voorrand. De pleurocoelen vormen geen doorlopend gat overdwars onder de wervelboog. Het grootste deel van de wervel bestaat intern uit sponsachtig bot.

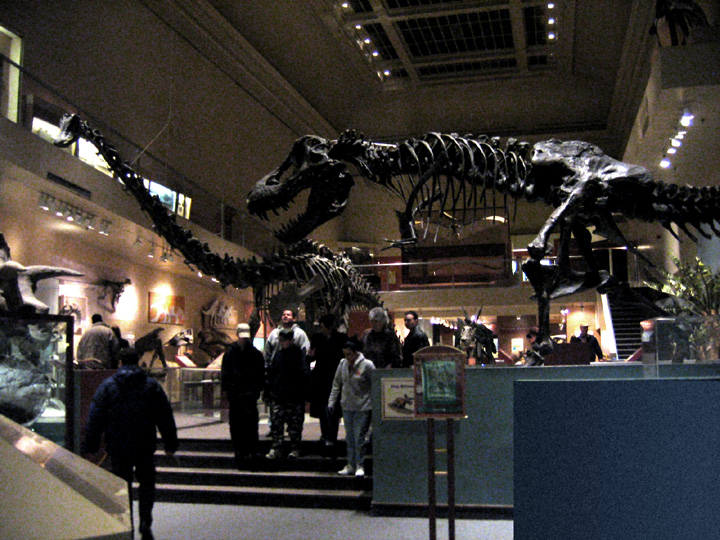
USNM 10865 op de achtergrond in de Dinosaur Hall van het Smithsonian Institute

De diapofysen van de middelste ruggenwervels van Seismosaurus staan opvallend hoog. Ze dragen kleine driehoekige facetten die iets schuin omlaag gericht zijn.
Bij de middelste ruggenwervels bevindt de parapofyse, het facet voor de onderste of eigenlijke ribkop, zich aan het midden van de voorkant van de wervelboog. Van de parapofyse uit loopt een richel, de lamina centroparapophysealis posterior (pcpl in het Engels) naar de achterste basis van de wervelboog. Daar vloeit die, net als bij D. carnegii, samen met een verticale richel die van de diapofyse naar beneden loopt, de lamina centrodiapophysealis posterior (pcdl). Bij Apatosaurus kruisen de richels elkaar. Er loopt ook een korte richel van de parapofyse, de bovenrand van het uitsteeksel vormend, naar het voorste gewrichtsuitsteeksel, de lamina paradiapophysealis prezygapophysealis (prpl). De diapofyse heeft ook een holle bovenrand, een verbindende beenschort met het doornuitsteeksel: de lamina spinodiapophysealis (spdl). Van daaruit loopt een richel schuin naar achteren, beneden en binnen, naar het achterste gewrichtsuitsteeksel. Dezelfde bestemming heeft een richel die uit de punt van de diapofyse ontspringt. Beide richels hebben de naam lamina postzygodiapophysealis (podl); ter onderscheid noemt men de hogergelegen de bovenste en de lagergelegen de onderste. Deze situatie wordt gedeeld met D. carnegii. Er loopt een hoge richel, eigenlijk een aparte vleugel die uit het midden van de voorkant van het zijuitsteeksel ontspringt, van de diapofyse naar het voorste gewrichtsuitsteeksel, de lamina prezygodiapophysealis (prdl). Veel slechter ontwikkeld bij het holotype zijn de richels die tussen de diapofyse en de parapofyse lopen, de laminae paradiapophyseales (ppdl) in de driehoek tussen de pcpl, de pcdl en de prdl. Er bevindt zich daar slechts een drietal lage randen, anders dan bij Diplodocus carnegii en Apatosaurus waar forse beenschorten aanwezig zijn. Ten slotte is er nog een schuin naar voren en beneden lopende richel tussen de diapofyse en het wervellichaam, de lamina centrodiapophysealis anterior (acdl). Doordat de parapofyse in verband met de naar voren draaiende ribschacht bij meer achterste wervels steeds hoger komt te liggen, midden in deze positie, wordt deze richel verdeeld in een onderste lamina centroparapophysealis (acpl) en een bovenste lamina paradiapophysealis (ppdl). Bij Seismosaurus doet deze verdeling zich pas voor van de vijfde wervel af; bij Apatosaurus al bij de derde wervel. Vanuit de middelste basis van de overdwars bolle achterste gewrichtsuitsteeksels loopt ook een richel naar onderen richting de achterste basis van de wervelboog, die door het samenkomen van al die laminae een verhoogd beenplateau wordt. Dit is de lamina centropostzygapophysealis (tpol). De tpol, de pcdl en de onderste podl vormen een driehoek, met ertussen een uitholling. Daarbinnen loopt een diepere richel schuin naar beneden en voren van het achterste gewrichtsuitsteeksel uit, de lamina centropostzygapophysealis (cpol). Deze deelt de driehoek in twee kleinere waarvan de bovenste een zeer diepe inham van de bovenste wervelboog omschrijft.

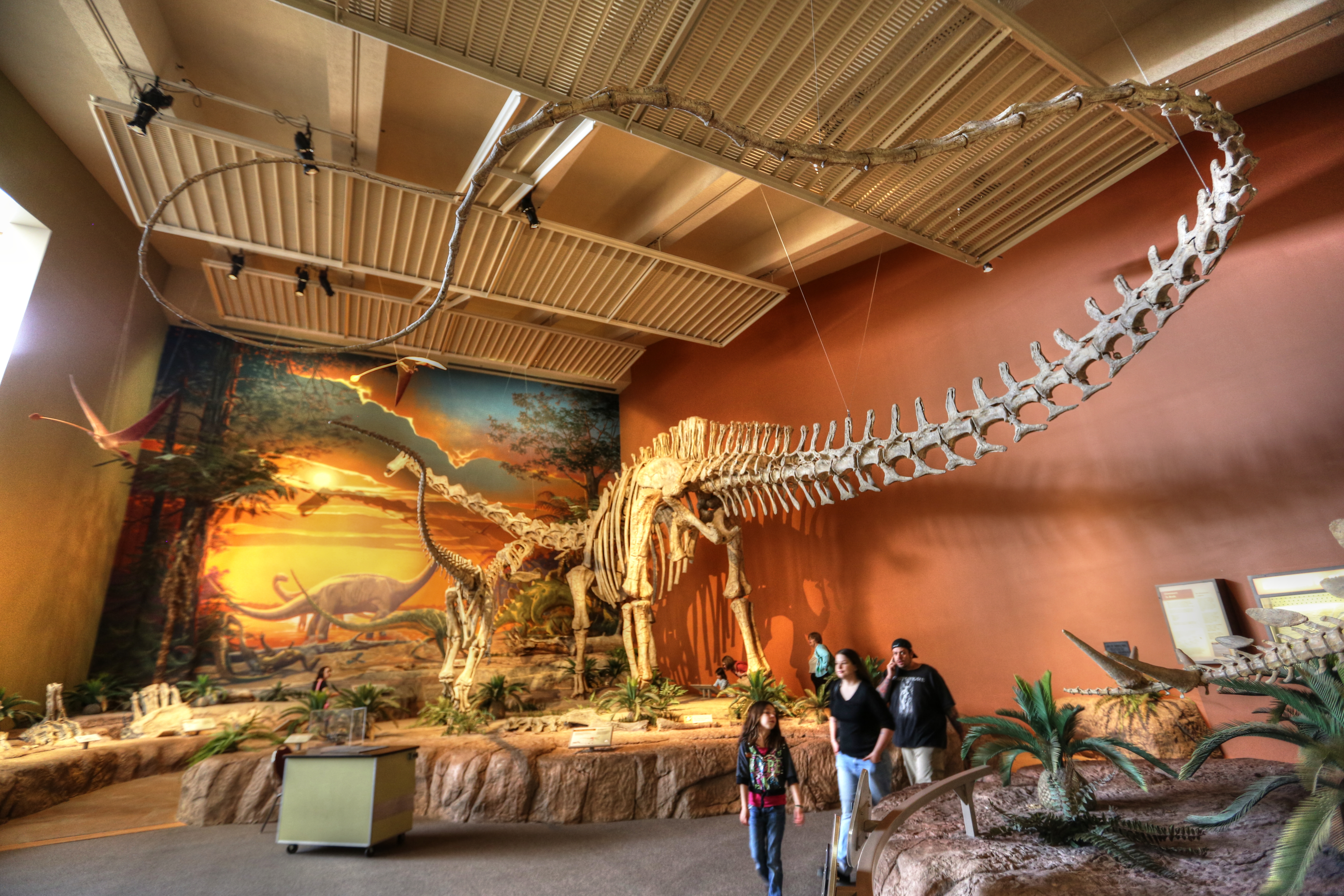
Een reconstructie uit 2004 van het holotype in het NMMNH, waarin Seismosaurus aangevallen wordt door de roofsauriër Saurophaganax

De doornuitsteeksels van de voorste ruggenwervels zijn gevorkt. De splitsing overdwars is tot en met de vijfde wervel diep maar wordt naar achteren in de reeks snel ondieper. Iedere 'tand' van de vork heeft vooraan en achteraan de normale verstevigende richels, de lamina spinoprezygapophysealis (sprl) aan de voorkant en de lamina spinopostzygapophysealis (spol) aan de achterkant. De vork diende vermoedelijk om er een stevige pees in te laten rusten die de nek zonder energieverbruik horizontaal kon houden. Bij de meer achterwaartse wervels groeien de tanden weer aan elkaar en vormt zich een verticale middenrichel, een lamina praespinalis (prsl) aan de voorkant en een lamina postspinalis (posl) aan de achterkant. Bij de achterste wervels splitst die middenrichel zich aan de onderkant in twee zodat men daar wel van een buitenste en binnenste spol spreekt. De zijkant van het doornuitsteeksel wordt ondersteund door een lamina spinodiapophysealis (spdl) richting diapofyse. Bij Seismosaurus zijn deze richels sterk ontwikkeld zodat er bij de voorste ruggenwervels diepe groeven tussen de spdl en de spol lopen; bij de achterste wervel smelten deze richels onderaan samen tot een forse zijwaarts uitstekende bult. Tussen deze bult en de sprl bevindt zich dan een extra richeltje, dat bij Apatosaurus ontbreekt maar wel bij D. carnegii en Barosaurus voorkomt. Aan de voorkant van deze wervels smelten sprl en prsl samen tot één dikke beenplaat bekroond met een ruwe bovenkant tussen de nog van de vork overblijvende 'hoorns'. De borstribben hebben een driehoekige doorsnede.
Het heiligbeen telt vijf sacrale wervels. Het heeft een lengte van ongeveer 110 centimeter en is kort en breed vergeleken met dat van Apatosaurus. Het is met brede sacrale ribben verbonden met de darmbeenderen. Het 'juk' dat zo ontstaat heeft vooraan een breedte van 125 centimeter wat de gigantische bouw van de bekkenstructuur aangeeft. De doornuitsteeksels van de sacrale wervels zijn hoog, met achtenzestig centimeter in het holotype de helft langer dan bij D. carnegii. De tweede tot en met vierde doornuitsteeksels zijn met elkaar vergroeid. Bij USNM 10865 meldde Gilmore driehoekige verbeningen in het verbindende kraakbeen aan beide zijden van de top van het doornuitsteeksel van de eerste sacrale wervel en tussen de doornuitsteeksels van de vierde en vijfde wervel.

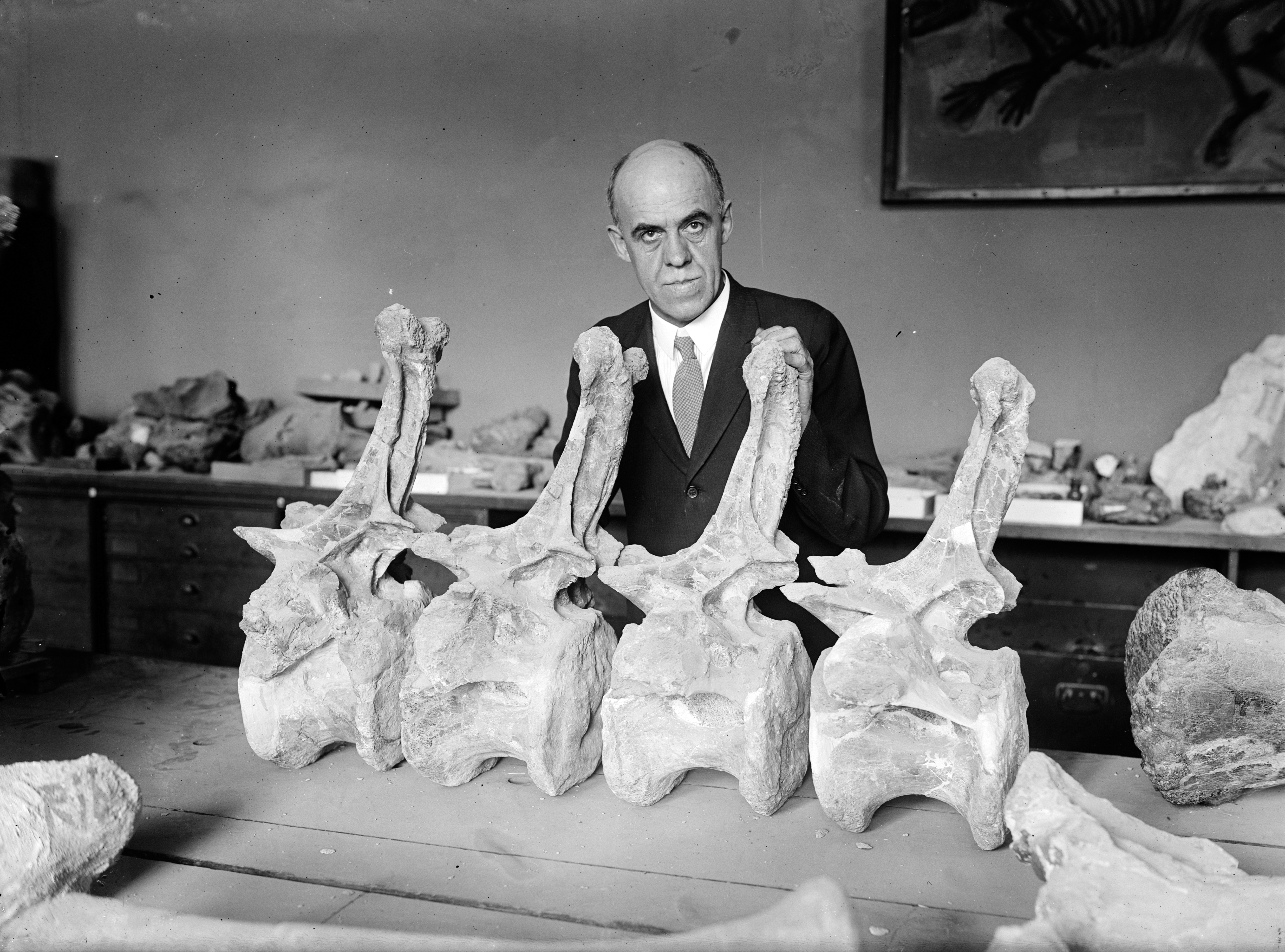
Gilmore bij de staartwervels van USNM 10865 waarvan goed de verticale stand van de doornuitsteeksels te zien is

De wervels van de staartbasis waren in 2006 nog grotendeels niet geprepareerd. Wel was duidelijk dat hun doornuitsteeksels hoog zijn, licht naar achteren hellen, een vrij spitse punt hebben en een kleine uitholling in de top bezitten zodat in vooraanzicht een Y-vorm het resultaat is. De vrij verticale stand van de doornuitsteeksels komt overeen met de toestand in USNM 10865. De zijuitsteeksels staan schuin omhoog en steken bij de eerste vier wervels voor de voorrand van de wervellichamen uit. De staartbasis steekt bij sauropoden licht schuin omhoog, iets wat Gilmore bij het prepareren van USNM 10865 als eerste opviel. Dat de reconstructie door Gillette niet juist kon zijn, bleek onder andere uit het feit dat dan de hoogte van de doornuitsteeksels niet gelijkmatig afnam. Daarbij hebben diplodociden geen zijuitsteeksels achter de twintigste wervel en geen pneumatische uithollingen na de negentiende. In de reconstructie van Lucas nemen de zijuitsteeksels op de normale wijze van de achtste tot negentiende wervel af en verminderen zoals gebruikelijk een drie of vier procent in breedte per wervel. De zestiende is dan de langste met een lengte van 364 millimeter. Lucas dacht hij er zelf hoogstens drie wervels naast kon zitten; meestal is de zeventiende, achttiende of negentiende de langste. De lamina centrodiapophysealis anterior is in de reconstructie goed ontwikkeld in de eerste vijftien wervels, zwak ontwikkeld in de zeventiende en afwezig in de achttiende. Gillette meldde een speciale afschuining van het voorste centrumfacet in de elfde wervel zodat de 'knik' gevormd werd maar Lucas kon dit niet bevestigen. In USNM 10865 zijn de vijftiende en zestiende alsmede de zeventiende tot en met twintigste staartwervel vergroeid. Gilmore zag dit als een ouderdomsverschijnsel.
Bij het holotype zijn de chevrons onder de voorste staartwervels langgerekt en eindigen in een peddelvormige structuur. De andere exemplaren hebben deze verbreding niet zo sterk. Meer achterwaarts gelegen chevrons zijn daar sledevormig in zijaanzicht met een dubbele vork in onderaanzicht. Lucas nam voor de reconstructie aan dat de laatste chevron tussen de vierentwintigste en vijfentwintigste wervel lag.
Bij het holotype is niets van het schouderblad of de voorpoten bewaard gebleven. Lucas schatte dat het scapulocoracoïde, de vergroeiing van schouderblad en ravenbeksbeen, ongeveer 240 centimeter lang was. Gilmore beschreef de bewaarde voorpoot van USNM 10865 slechts summier en meldde dat het opperarmbeen 45° om de lengteas geroteerd was. Het opperarmbeen heeft bij dit specimen een lengte van 101 centimeter, de ellepijp van 74 centimeter en het spaakbeen van 69 centimeter.
Bij het darmbeen is het voorblad tamelijk kort en nauwelijks afhangend. De hoogte van het darmbeenblad, achtenvijftig centimeter bij een totale lengte van honderdveertig, is wat minder dan bij D. carnegii. Het schaambeen van het holotype is relatief kort, met 101 centimeter nauwelijks langer dan dat van kleinere diplodocusexemplaren. Dat houdt in dat de gepaarde schaambeenderen elkaar onderaan onder een stompere hoek geraakt moeten hebben. Het schaambeen is echter wel redelijk breed en werd daarom door Gillette als bijzonder robuust gezien. Het zitbeen heeft bovenaan een vrij lang voetstuk voor het darmbeen — althans dit kan worden afgeleid uit het overeenkomende stuk van het schaambeen: de bovenzijde van het zitbeen zelf is bij het holotype niet bewaard gebleven. De schacht van het zitbeen is in zijaanzicht breed en kromt onder een constante breedte omhoog. Hoewel het door Gillette beschreven sterk gebogen uiteinde op een illusie bleek te berusten, is er wel de normale bovenste bolling aan het uiteinde. In achteraanzicht steekt deze verbreding vrij sterk naar bezijden uit zodat een driehoekige doorsnede wordt gevormd.
Het gevonden rechterdijbeen, met een bewaarde lengte van 168 centimeter, werd door Lucas geschat oorspronkelijk 180 centimeter lang te zijn geweest. Het heeft bovenaan een vrij brede zijwaartse bult, net als bij Barosaurus. Het dijbeen is relatief lichtgebouwd ten opzichte van Diplodocus carnegii. Dat viel Gilmore al op bij USNM 10865 maar hij weet het aan individuele variatie. Bij dit specimen stelde Gilmore een formule van de teenkootjes op die 2-3-3-2-2 bedroeg. De drie binnenste tenen dragen klauwen. Het vijfde middenvoetsbeen is robuuster en bovenaan breder dan bij D. carnegii. Bij USNM 10865 is de lengteverhouding tussen dijbeen, scheenbeen en kuitbeen 160 bij 96 bij 105,5 centimeter.

## Fylogenie
In 1991 plaatste Gillette Seismosaurus in de Diplodocidae.
De studie uit 2015 bevestigde deze positie. Seismosaurus/Diplodocus hallorum viel uit als de zustersoort van Diplodocus carnegii zoals wordt getoond door het volgende kladogram:
|  | Apatosaurus ajax    |
|  |                     |
|  | Apatosaurus louisae |
|  |                     |

|  | Brontosaurus excelsus                                                                                          |
|  | |
|  | \| \| Brontosaurus yahnahpin (= Eobrontosaurus) \| \| \| \| \| \| Brontosaurus parvus (=Elosaurus) \| \| \| \| |
|  | |
|  | Brontosaurus yahnahpin (= Eobrontosaurus)                                                                      |
|  | |
|  | Brontosaurus parvus (=Elosaurus)                                                                               |
|  | |

|  | Brontosaurus yahnahpin (= Eobrontosaurus) |
|  |                                           |
|  | Brontosaurus parvus (=Elosaurus)          |
|  |                                           |

|  | Apatosaurus ajax    |
|  |                     |
|  | Apatosaurus louisae |
|  |                     |

|  | Brontosaurus excelsus                                                                                          |
|  | |
|  | \| \| Brontosaurus yahnahpin (= Eobrontosaurus) \| \| \| \| \| \| Brontosaurus parvus (=Elosaurus) \| \| \| \| |
|  | |
|  | Brontosaurus yahnahpin (= Eobrontosaurus)                                                                      |
|  | |
|  | Brontosaurus parvus (=Elosaurus)                                                                               |
|  | |

|  | Brontosaurus yahnahpin (= Eobrontosaurus) |
|  |                                           |
|  | Brontosaurus parvus (=Elosaurus)          |
|  |                                           |

|  | Apatosaurus ajax    |
|  |                     |
|  | Apatosaurus louisae |
|  |                     |

|  | Brontosaurus excelsus                                                                                          |
|  | |
|  | \| \| Brontosaurus yahnahpin (= Eobrontosaurus) \| \| \| \| \| \| Brontosaurus parvus (=Elosaurus) \| \| \| \| |
|  | |
|  | Brontosaurus yahnahpin (= Eobrontosaurus)                                                                      |
|  | |
|  | Brontosaurus parvus (=Elosaurus)                                                                               |
|  | |

|  | Brontosaurus yahnahpin (= Eobrontosaurus) |
|  |                                           |
|  | Brontosaurus parvus (=Elosaurus)          |
|  |                                           |

|  | Apatosaurus ajax    |
|  |                     |
|  | Apatosaurus louisae |
|  |                     |

|  | Brontosaurus excelsus                                                                                          |
|  | |
|  | \| \| Brontosaurus yahnahpin (= Eobrontosaurus) \| \| \| \| \| \| Brontosaurus parvus (=Elosaurus) \| \| \| \| |
|  | |
|  | Brontosaurus yahnahpin (= Eobrontosaurus)                                                                      |
|  | |
|  | Brontosaurus parvus (=Elosaurus)                                                                               |
|  | |

|  | Brontosaurus yahnahpin (= Eobrontosaurus) |
|  |                                           |
|  | Brontosaurus parvus (=Elosaurus)          |
|  |                                           |

|  | Apatosaurus ajax    |
|  |                     |
|  | Apatosaurus louisae |
|  |                     |

|  | Brontosaurus excelsus                                                                                          |
|  | |
|  | \| \| Brontosaurus yahnahpin (= Eobrontosaurus) \| \| \| \| \| \| Brontosaurus parvus (=Elosaurus) \| \| \| \| |
|  | |
|  | Brontosaurus yahnahpin (= Eobrontosaurus)                                                                      |
|  | |
|  | Brontosaurus parvus (=Elosaurus)                                                                               |
|  | |

|  | Brontosaurus yahnahpin (= Eobrontosaurus) |
|  |                                           |
|  | Brontosaurus parvus (=Elosaurus)          |
|  |                                           |

|  | Apatosaurus ajax    |
|  |                     |
|  | Apatosaurus louisae |
|  |                     |

|  | Brontosaurus excelsus                                                                                          |
|  | |
|  | \| \| Brontosaurus yahnahpin (= Eobrontosaurus) \| \| \| \| \| \| Brontosaurus parvus (=Elosaurus) \| \| \| \| |
|  | |
|  | Brontosaurus yahnahpin (= Eobrontosaurus)                                                                      |
|  | |
|  | Brontosaurus parvus (=Elosaurus)                                                                               |
|  | |

|  | Brontosaurus yahnahpin (= Eobrontosaurus) |
|  |                                           |
|  | Brontosaurus parvus (=Elosaurus)          |
|  |                                           |

|  | Apatosaurus ajax    |
|  |                     |
|  | Apatosaurus louisae |
|  |                     |

|  | Brontosaurus excelsus                                                                                          |
|  | |
|  | \| \| Brontosaurus yahnahpin (= Eobrontosaurus) \| \| \| \| \| \| Brontosaurus parvus (=Elosaurus) \| \| \| \| |
|  | |
|  | Brontosaurus yahnahpin (= Eobrontosaurus)                                                                      |
|  | |
|  | Brontosaurus parvus (=Elosaurus)                                                                               |
|  | |

|  | Brontosaurus yahnahpin (= Eobrontosaurus) |
|  |                                           |
|  | Brontosaurus parvus (=Elosaurus)          |
|  |                                           |

|  | Apatosaurus ajax    |
|  |                     |
|  | Apatosaurus louisae |
|  |                     |

|  | Brontosaurus excelsus                                                                                          |
|  | |
|  | \| \| Brontosaurus yahnahpin (= Eobrontosaurus) \| \| \| \| \| \| Brontosaurus parvus (=Elosaurus) \| \| \| \| |
|  | |
|  | Brontosaurus yahnahpin (= Eobrontosaurus)                                                                      |
|  | |
|  | Brontosaurus parvus (=Elosaurus)                                                                               |
|  | |

|  | Brontosaurus yahnahpin (= Eobrontosaurus) |
|  |                                           |
|  | Brontosaurus parvus (=Elosaurus)          |
|  |                                           |

|  | Supersaurus lourinhanensis (= Dinheirosaurus) |
|  |                                               |
|  | Supersaurus vivianae                          |
|  |                                               |

|  | Diplodocus carnegii                  |
|  |                                      |
|  | Diplodocus hallorum (= Seismosaurus) |
|  |                                      |

|  | Kaatedocus siberi |
|  |                   |
|  | Barosaurus lentus |
|  |                   |

|  | Diplodocus carnegii                  |
|  |                                      |
|  | Diplodocus hallorum (= Seismosaurus) |
|  |                                      |

|  | Kaatedocus siberi |
|  |                   |
|  | Barosaurus lentus |
|  |                   |

|  | Diplodocus carnegii                  |
|  |                                      |
|  | Diplodocus hallorum (= Seismosaurus) |
|  |                                      |

|  | Kaatedocus siberi |
|  |                   |
|  | Barosaurus lentus |
|  |                   |

|  | Diplodocus carnegii                  |
|  |                                      |
|  | Diplodocus hallorum (= Seismosaurus) |
|  |                                      |

|  | Kaatedocus siberi |
|  |                   |
|  | Barosaurus lentus |
|  |                   |

|  | Diplodocus carnegii                  |
|  |                                      |
|  | Diplodocus hallorum (= Seismosaurus) |
|  |                                      |

|  | Kaatedocus siberi |
|  |                   |
|  | Barosaurus lentus |
|  |                   |

|  | Diplodocus carnegii                  |
|  |                                      |
|  | Diplodocus hallorum (= Seismosaurus) |
|  |                                      |

|  | Kaatedocus siberi |
|  |                   |
|  | Barosaurus lentus |
|  |                   |

|  | Diplodocus carnegii                  |
|  |                                      |
|  | Diplodocus hallorum (= Seismosaurus) |
|  |                                      |

|  | Kaatedocus siberi |
|  |                   |
|  | Barosaurus lentus |
|  |                   |

|  | Diplodocus carnegii                  |
|  |                                      |
|  | Diplodocus hallorum (= Seismosaurus) |
|  |                                      |

|  | Kaatedocus siberi |
|  |                   |
|  | Barosaurus lentus |
|  |                   |

|  | Supersaurus lourinhanensis (= Dinheirosaurus) |
|  |                                               |
|  | Supersaurus vivianae                          |
|  |                                               |

|  | Diplodocus carnegii                  |
|  |                                      |
|  | Diplodocus hallorum (= Seismosaurus) |
|  |                                      |

|  | Kaatedocus siberi |
|  |                   |
|  | Barosaurus lentus |
|  |                   |

|  | Diplodocus carnegii                  |
|  |                                      |
|  | Diplodocus hallorum (= Seismosaurus) |
|  |                                      |

|  | Kaatedocus siberi |
|  |                   |
|  | Barosaurus lentus |
|  |                   |

|  | Diplodocus carnegii                  |
|  |                                      |
|  | Diplodocus hallorum (= Seismosaurus) |
|  |                                      |

|  | Kaatedocus siberi |
|  |                   |
|  | Barosaurus lentus |
|  |                   |

|  | Diplodocus carnegii                  |
|  |                                      |
|  | Diplodocus hallorum (= Seismosaurus) |
|  |                                      |

|  | Kaatedocus siberi |
|  |                   |
|  | Barosaurus lentus |
|  |                   |

|  | Diplodocus carnegii                  |
|  |                                      |
|  | Diplodocus hallorum (= Seismosaurus) |
|  |                                      |

|  | Kaatedocus siberi |
|  |                   |
|  | Barosaurus lentus |
|  |                   |

|  | Diplodocus carnegii                  |
|  |                                      |
|  | Diplodocus hallorum (= Seismosaurus) |
|  |                                      |

|  | Kaatedocus siberi |
|  |                   |
|  | Barosaurus lentus |
|  |                   |

|  | Diplodocus carnegii                  |
|  |                                      |
|  | Diplodocus hallorum (= Seismosaurus) |
|  |                                      |

|  | Kaatedocus siberi |
|  |                   |
|  | Barosaurus lentus |
|  |                   |

|  | Diplodocus carnegii                  |
|  |                                      |
|  | Diplodocus hallorum (= Seismosaurus) |
|  |                                      |

|  | Kaatedocus siberi |
|  |                   |
|  | Barosaurus lentus |
|  |                   |

|  | Supersaurus lourinhanensis (= Dinheirosaurus) |
|  |                                               |
|  | Supersaurus vivianae                          |
|  |                                               |

|  | Diplodocus carnegii                  |
|  |                                      |
|  | Diplodocus hallorum (= Seismosaurus) |
|  |                                      |

|  | Kaatedocus siberi |
|  |                   |
|  | Barosaurus lentus |
|  |                   |

|  | Diplodocus carnegii                  |
|  |                                      |
|  | Diplodocus hallorum (= Seismosaurus) |
|  |                                      |

|  | Kaatedocus siberi |
|  |                   |
|  | Barosaurus lentus |
|  |                   |

|  | Diplodocus carnegii                  |
|  |                                      |
|  | Diplodocus hallorum (= Seismosaurus) |
|  |                                      |

|  | Kaatedocus siberi |
|  |                   |
|  | Barosaurus lentus |
|  |                   |

|  | Diplodocus carnegii                  |
|  |                                      |
|  | Diplodocus hallorum (= Seismosaurus) |
|  |                                      |

|  | Kaatedocus siberi |
|  |                   |
|  | Barosaurus lentus |
|  |                   |

|  | Diplodocus carnegii                  |
|  |                                      |
|  | Diplodocus hallorum (= Seismosaurus) |
|  |                                      |

|  | Kaatedocus siberi |
|  |                   |
|  | Barosaurus lentus |
|  |                   |

|  | Diplodocus carnegii                  |
|  |                                      |
|  | Diplodocus hallorum (= Seismosaurus) |
|  |                                      |

|  | Kaatedocus siberi |
|  |                   |
|  | Barosaurus lentus |
|  |                   |

|  | Diplodocus carnegii                  |
|  |                                      |
|  | Diplodocus hallorum (= Seismosaurus) |
|  |                                      |

|  | Kaatedocus siberi |
|  |                   |
|  | Barosaurus lentus |
|  |                   |

|  | Diplodocus carnegii                  |
|  |                                      |
|  | Diplodocus hallorum (= Seismosaurus) |
|  |                                      |

|  | Kaatedocus siberi |
|  |                   |
|  | Barosaurus lentus |
|  |                   |

|  | Supersaurus lourinhanensis (= Dinheirosaurus) |
|  |                                               |
|  | Supersaurus vivianae                          |
|  |                                               |

|  | Diplodocus carnegii                  |
|  |                                      |
|  | Diplodocus hallorum (= Seismosaurus) |
|  |                                      |

|  | Kaatedocus siberi |
|  |                   |
|  | Barosaurus lentus |
|  |                   |

|  | Diplodocus carnegii                  |
|  |                                      |
|  | Diplodocus hallorum (= Seismosaurus) |
|  |                                      |

|  | Kaatedocus siberi |
|  |                   |
|  | Barosaurus lentus |
|  |                   |

|  | Diplodocus carnegii                  |
|  |                                      |
|  | Diplodocus hallorum (= Seismosaurus) |
|  |                                      |

|  | Kaatedocus siberi |
|  |                   |
|  | Barosaurus lentus |
|  |                   |

|  | Diplodocus carnegii                  |
|  |                                      |
|  | Diplodocus hallorum (= Seismosaurus) |
|  |                                      |

|  | Kaatedocus siberi |
|  |                   |
|  | Barosaurus lentus |
|  |                   |

|  | Diplodocus carnegii                  |
|  |                                      |
|  | Diplodocus hallorum (= Seismosaurus) |
|  |                                      |

|  | Kaatedocus siberi |
|  |                   |
|  | Barosaurus lentus |
|  |                   |

|  | Diplodocus carnegii                  |
|  |                                      |
|  | Diplodocus hallorum (= Seismosaurus) |
|  |                                      |

|  | Kaatedocus siberi |
|  |                   |
|  | Barosaurus lentus |
|  |                   |

|  | Diplodocus carnegii                  |
|  |                                      |
|  | Diplodocus hallorum (= Seismosaurus) |
|  |                                      |

|  | Kaatedocus siberi |
|  |                   |
|  | Barosaurus lentus |
|  |                   |

|  | Diplodocus carnegii                  |
|  |                                      |
|  | Diplodocus hallorum (= Seismosaurus) |
|  |                                      |

|  | Kaatedocus siberi |
|  |                   |
|  | Barosaurus lentus |
|  |                   |

|  | Supersaurus lourinhanensis (= Dinheirosaurus) |
|  |                                               |
|  | Supersaurus vivianae                          |
|  |                                               |

|  | Diplodocus carnegii                  |
|  |                                      |
|  | Diplodocus hallorum (= Seismosaurus) |
|  |                                      |

|  | Kaatedocus siberi |
|  |                   |
|  | Barosaurus lentus |
|  |                   |

|  | Diplodocus carnegii                  |
|  |                                      |
|  | Diplodocus hallorum (= Seismosaurus) |
|  |                                      |

|  | Kaatedocus siberi |
|  |                   |
|  | Barosaurus lentus |
|  |                   |

|  | Diplodocus carnegii                  |
|  |                                      |
|  | Diplodocus hallorum (= Seismosaurus) |
|  |                                      |

|  | Kaatedocus siberi |
|  |                   |
|  | Barosaurus lentus |
|  |                   |

|  | Diplodocus carnegii                  |
|  |                                      |
|  | Diplodocus hallorum (= Seismosaurus) |
|  |                                      |

|  | Kaatedocus siberi |
|  |                   |
|  | Barosaurus lentus |
|  |                   |

|  | Diplodocus carnegii                  |
|  |                                      |
|  | Diplodocus hallorum (= Seismosaurus) |
|  |                                      |

|  | Kaatedocus siberi |
|  |                   |
|  | Barosaurus lentus |
|  |                   |

|  | Diplodocus carnegii                  |
|  |                                      |
|  | Diplodocus hallorum (= Seismosaurus) |
|  |                                      |

|  | Kaatedocus siberi |
|  |                   |
|  | Barosaurus lentus |
|  |                   |

|  | Diplodocus carnegii                  |
|  |                                      |
|  | Diplodocus hallorum (= Seismosaurus) |
|  |                                      |

|  | Kaatedocus siberi |
|  |                   |
|  | Barosaurus lentus |
|  |                   |

|  | Diplodocus carnegii                  |
|  |                                      |
|  | Diplodocus hallorum (= Seismosaurus) |
|  |                                      |

|  | Kaatedocus siberi |
|  |                   |
|  | Barosaurus lentus |
|  |                   |

|  | Supersaurus lourinhanensis (= Dinheirosaurus) |
|  |                                               |
|  | Supersaurus vivianae                          |
|  |                                               |

|  | Diplodocus carnegii                  |
|  |                                      |
|  | Diplodocus hallorum (= Seismosaurus) |
|  |                                      |

|  | Kaatedocus siberi |
|  |                   |
|  | Barosaurus lentus |
|  |                   |

|  | Diplodocus carnegii                  |
|  |                                      |
|  | Diplodocus hallorum (= Seismosaurus) |
|  |                                      |

|  | Kaatedocus siberi |
|  |                   |
|  | Barosaurus lentus |
|  |                   |

|  | Diplodocus carnegii                  |
|  |                                      |
|  | Diplodocus hallorum (= Seismosaurus) |
|  |                                      |

|  | Kaatedocus siberi |
|  |                   |
|  | Barosaurus lentus |
|  |                   |

|  | Diplodocus carnegii                  |
|  |                                      |
|  | Diplodocus hallorum (= Seismosaurus) |
|  |                                      |

|  | Kaatedocus siberi |
|  |                   |
|  | Barosaurus lentus |
|  |                   |

|  | Diplodocus carnegii                  |
|  |                                      |
|  | Diplodocus hallorum (= Seismosaurus) |
|  |                                      |

|  | Kaatedocus siberi |
|  |                   |
|  | Barosaurus lentus |
|  |                   |

|  | Diplodocus carnegii                  |
|  |                                      |
|  | Diplodocus hallorum (= Seismosaurus) |
|  |                                      |

|  | Kaatedocus siberi |
|  |                   |
|  | Barosaurus lentus |
|  |                   |

|  | Diplodocus carnegii                  |
|  |                                      |
|  | Diplodocus hallorum (= Seismosaurus) |
|  |                                      |

|  | Kaatedocus siberi |
|  |                   |
|  | Barosaurus lentus |
|  |                   |

|  | Diplodocus carnegii                  |
|  |                                      |
|  | Diplodocus hallorum (= Seismosaurus) |
|  |                                      |

|  | Kaatedocus siberi |
|  |                   |
|  | Barosaurus lentus |
|  |                   |

|  | Supersaurus lourinhanensis (= Dinheirosaurus) |
|  |                                               |
|  | Supersaurus vivianae                          |
|  |                                               |

|  | Diplodocus carnegii                  |
|  |                                      |
|  | Diplodocus hallorum (= Seismosaurus) |
|  |                                      |

|  | Kaatedocus siberi |
|  |                   |
|  | Barosaurus lentus |
|  |                   |

|  | Diplodocus carnegii                  |
|  |                                      |
|  | Diplodocus hallorum (= Seismosaurus) |
|  |                                      |

|  | Kaatedocus siberi |
|  |                   |
|  | Barosaurus lentus |
|  |                   |

|  | Diplodocus carnegii                  |
|  |                                      |
|  | Diplodocus hallorum (= Seismosaurus) |
|  |                                      |

|  | Kaatedocus siberi |
|  |                   |
|  | Barosaurus lentus |
|  |                   |

|  | Diplodocus carnegii                  |
|  |                                      |
|  | Diplodocus hallorum (= Seismosaurus) |
|  |                                      |

|  | Kaatedocus siberi |
|  |                   |
|  | Barosaurus lentus |
|  |                   |

|  | Diplodocus carnegii                  |
|  |                                      |
|  | Diplodocus hallorum (= Seismosaurus) |
|  |                                      |

|  | Kaatedocus siberi |
|  |                   |
|  | Barosaurus lentus |
|  |                   |

|  | Diplodocus carnegii                  |
|  |                                      |
|  | Diplodocus hallorum (= Seismosaurus) |
|  |                                      |

|  | Kaatedocus siberi |
|  |                   |
|  | Barosaurus lentus |
|  |                   |

|  | Diplodocus carnegii                  |
|  |                                      |
|  | Diplodocus hallorum (= Seismosaurus) |
|  |                                      |

|  | Kaatedocus siberi |
|  |                   |
|  | Barosaurus lentus |
|  |                   |

|  | Diplodocus carnegii                  |
|  |                                      |
|  | Diplodocus hallorum (= Seismosaurus) |
|  |                                      |

|  | Kaatedocus siberi |
|  |                   |
|  | Barosaurus lentus |
|  |                   |

|  | Supersaurus lourinhanensis (= Dinheirosaurus) |
|  |                                               |
|  | Supersaurus vivianae                          |
|  |                                               |

|  | Diplodocus carnegii                  |
|  |                                      |
|  | Diplodocus hallorum (= Seismosaurus) |
|  |                                      |

|  | Kaatedocus siberi |
|  |                   |
|  | Barosaurus lentus |
|  |                   |

|  | Diplodocus carnegii                  |
|  |                                      |
|  | Diplodocus hallorum (= Seismosaurus) |
|  |                                      |

|  | Kaatedocus siberi |
|  |                   |
|  | Barosaurus lentus |
|  |                   |

|  | Diplodocus carnegii                  |
|  |                                      |
|  | Diplodocus hallorum (= Seismosaurus) |
|  |                                      |

|  | Kaatedocus siberi |
|  |                   |
|  | Barosaurus lentus |
|  |                   |

|  | Diplodocus carnegii                  |
|  |                                      |
|  | Diplodocus hallorum (= Seismosaurus) |
|  |                                      |

|  | Kaatedocus siberi |
|  |                   |
|  | Barosaurus lentus |
|  |                   |

|  | Diplodocus carnegii                  |
|  |                                      |
|  | Diplodocus hallorum (= Seismosaurus) |
|  |                                      |

|  | Kaatedocus siberi |
|  |                   |
|  | Barosaurus lentus |
|  |                   |

|  | Diplodocus carnegii                  |
|  |                                      |
|  | Diplodocus hallorum (= Seismosaurus) |
|  |                                      |

|  | Kaatedocus siberi |
|  |                   |
|  | Barosaurus lentus |
|  |                   |

|  | Diplodocus carnegii                  |
|  |                                      |
|  | Diplodocus hallorum (= Seismosaurus) |
|  |                                      |

|  | Kaatedocus siberi |
|  |                   |
|  | Barosaurus lentus |
|  |                   |

|  | Diplodocus carnegii                  |
|  |                                      |
|  | Diplodocus hallorum (= Seismosaurus) |
|  |                                      |

|  | Kaatedocus siberi |
|  |                   |
|  | Barosaurus lentus |
|  |                   |

|  | Apatosaurus ajax    |
|  |                     |
|  | Apatosaurus louisae |
|  |                     |

|  | Brontosaurus excelsus                                                                                          |
|  | |
|  | \| \| Brontosaurus yahnahpin (= Eobrontosaurus) \| \| \| \| \| \| Brontosaurus parvus (=Elosaurus) \| \| \| \| |
|  | |
|  | Brontosaurus yahnahpin (= Eobrontosaurus)                                                                      |
|  | |
|  | Brontosaurus parvus (=Elosaurus)                                                                               |
|  | |

|  | Brontosaurus yahnahpin (= Eobrontosaurus) |
|  |                                           |
|  | Brontosaurus parvus (=Elosaurus)          |
|  |                                           |

|  | Apatosaurus ajax    |
|  |                     |
|  | Apatosaurus louisae |
|  |                     |

|  | Brontosaurus excelsus                                                                                          |
|  | |
|  | \| \| Brontosaurus yahnahpin (= Eobrontosaurus) \| \| \| \| \| \| Brontosaurus parvus (=Elosaurus) \| \| \| \| |
|  | |
|  | Brontosaurus yahnahpin (= Eobrontosaurus)                                                                      |
|  | |
|  | Brontosaurus parvus (=Elosaurus)                                                                               |
|  | |

|  | Brontosaurus yahnahpin (= Eobrontosaurus) |
|  |                                           |
|  | Brontosaurus parvus (=Elosaurus)          |
|  |                                           |

|  | Apatosaurus ajax    |
|  |                     |
|  | Apatosaurus louisae |
|  |                     |

|  | Brontosaurus excelsus                                                                                          |
|  | |
|  | \| \| Brontosaurus yahnahpin (= Eobrontosaurus) \| \| \| \| \| \| Brontosaurus parvus (=Elosaurus) \| \| \| \| |
|  | |
|  | Brontosaurus yahnahpin (= Eobrontosaurus)                                                                      |
|  | |
|  | Brontosaurus parvus (=Elosaurus)                                                                               |
|  | |

|  | Brontosaurus yahnahpin (= Eobrontosaurus) |
|  |                                           |
|  | Brontosaurus parvus (=Elosaurus)          |
|  |                                           |

|  | Apatosaurus ajax    |
|  |                     |
|  | Apatosaurus louisae |
|  |                     |

|  | Brontosaurus excelsus                                                                                          |
|  | |
|  | \| \| Brontosaurus yahnahpin (= Eobrontosaurus) \| \| \| \| \| \| Brontosaurus parvus (=Elosaurus) \| \| \| \| |
|  | |
|  | Brontosaurus yahnahpin (= Eobrontosaurus)                                                                      |
|  | |
|  | Brontosaurus parvus (=Elosaurus)                                                                               |
|  | |

|  | Brontosaurus yahnahpin (= Eobrontosaurus) |
|  |                                           |
|  | Brontosaurus parvus (=Elosaurus)          |
|  |                                           |

|  | Apatosaurus ajax    |
|  |                     |
|  | Apatosaurus louisae |
|  |                     |

|  | Brontosaurus excelsus                                                                                          |
|  | |
|  | \| \| Brontosaurus yahnahpin (= Eobrontosaurus) \| \| \| \| \| \| Brontosaurus parvus (=Elosaurus) \| \| \| \| |
|  | |
|  | Brontosaurus yahnahpin (= Eobrontosaurus)                                                                      |
|  | |
|  | Brontosaurus parvus (=Elosaurus)                                                                               |
|  | |

|  | Brontosaurus yahnahpin (= Eobrontosaurus) |
|  |                                           |
|  | Brontosaurus parvus (=Elosaurus)          |
|  |                                           |

|  | Apatosaurus ajax    |
|  |                     |
|  | Apatosaurus louisae |
|  |                     |

|  | Brontosaurus excelsus                                                                                          |
|  | |
|  | \| \| Brontosaurus yahnahpin (= Eobrontosaurus) \| \| \| \| \| \| Brontosaurus parvus (=Elosaurus) \| \| \| \| |
|  | |
|  | Brontosaurus yahnahpin (= Eobrontosaurus)                                                                      |
|  | |
|  | Brontosaurus parvus (=Elosaurus)                                                                               |
|  | |

|  | Brontosaurus yahnahpin (= Eobrontosaurus) |
|  |                                           |
|  | Brontosaurus parvus (=Elosaurus)          |
|  |                                           |

|  | Apatosaurus ajax    |
|  |                     |
|  | Apatosaurus louisae |
|  |                     |

|  | Brontosaurus excelsus                                                                                          |
|  | |
|  | \| \| Brontosaurus yahnahpin (= Eobrontosaurus) \| \| \| \| \| \| Brontosaurus parvus (=Elosaurus) \| \| \| \| |
|  | |
|  | Brontosaurus yahnahpin (= Eobrontosaurus)                                                                      |
|  | |
|  | Brontosaurus parvus (=Elosaurus)                                                                               |
|  | |

|  | Brontosaurus yahnahpin (= Eobrontosaurus) |
|  |                                           |
|  | Brontosaurus parvus (=Elosaurus)          |
|  |                                           |

|  | Apatosaurus ajax    |
|  |                     |
|  | Apatosaurus louisae |
|  |                     |

|  | Brontosaurus excelsus                                                                                          |
|  | |
|  | \| \| Brontosaurus yahnahpin (= Eobrontosaurus) \| \| \| \| \| \| Brontosaurus parvus (=Elosaurus) \| \| \| \| |
|  | |
|  | Brontosaurus yahnahpin (= Eobrontosaurus)                                                                      |
|  | |
|  | Brontosaurus parvus (=Elosaurus)                                                                               |
|  | |

|  | Brontosaurus yahnahpin (= Eobrontosaurus) |
|  |                                           |
|  | Brontosaurus parvus (=Elosaurus)          |
|  |                                           |

|  | Supersaurus lourinhanensis (= Dinheirosaurus) |
|  |                                               |
|  | Supersaurus vivianae                          |
|  |                                               |

|  | Diplodocus carnegii                  |
|  |                                      |
|  | Diplodocus hallorum (= Seismosaurus) |
|  |                                      |

|  | Kaatedocus siberi |
|  |                   |
|  | Barosaurus lentus |
|  |                   |

|  | Diplodocus carnegii                  |
|  |                                      |
|  | Diplodocus hallorum (= Seismosaurus) |
|  |                                      |

|  | Kaatedocus siberi |
|  |                   |
|  | Barosaurus lentus |
|  |                   |

|  | Diplodocus carnegii                  |
|  |                                      |
|  | Diplodocus hallorum (= Seismosaurus) |
|  |                                      |

|  | Kaatedocus siberi |
|  |                   |
|  | Barosaurus lentus |
|  |                   |

|  | Diplodocus carnegii                  |
|  |                                      |
|  | Diplodocus hallorum (= Seismosaurus) |
|  |                                      |

|  | Kaatedocus siberi |
|  |                   |
|  | Barosaurus lentus |
|  |                   |

|  | Diplodocus carnegii                  |
|  |                                      |
|  | Diplodocus hallorum (= Seismosaurus) |
|  |                                      |

|  | Kaatedocus siberi |
|  |                   |
|  | Barosaurus lentus |
|  |                   |

|  | Diplodocus carnegii                  |
|  |                                      |
|  | Diplodocus hallorum (= Seismosaurus) |
|  |                                      |

|  | Kaatedocus siberi |
|  |                   |
|  | Barosaurus lentus |
|  |                   |

|  | Diplodocus carnegii                  |
|  |                                      |
|  | Diplodocus hallorum (= Seismosaurus) |
|  |                                      |

|  | Kaatedocus siberi |
|  |                   |
|  | Barosaurus lentus |
|  |                   |

|  | Diplodocus carnegii                  |
|  |                                      |
|  | Diplodocus hallorum (= Seismosaurus) |
|  |                                      |

|  | Kaatedocus siberi |
|  |                   |
|  | Barosaurus lentus |
|  |                   |

|  | Supersaurus lourinhanensis (= Dinheirosaurus) |
|  |                                               |
|  | Supersaurus vivianae                          |
|  |                                               |

|  | Diplodocus carnegii                  |
|  |                                      |
|  | Diplodocus hallorum (= Seismosaurus) |
|  |                                      |

|  | Kaatedocus siberi |
|  |                   |
|  | Barosaurus lentus |
|  |                   |

|  | Diplodocus carnegii                  |
|  |                                      |
|  | Diplodocus hallorum (= Seismosaurus) |
|  |                                      |

|  | Kaatedocus siberi |
|  |                   |
|  | Barosaurus lentus |
|  |                   |

|  | Diplodocus carnegii                  |
|  |                                      |
|  | Diplodocus hallorum (= Seismosaurus) |
|  |                                      |

|  | Kaatedocus siberi |
|  |                   |
|  | Barosaurus lentus |
|  |                   |

|  | Diplodocus carnegii                  |
|  |                                      |
|  | Diplodocus hallorum (= Seismosaurus) |
|  |                                      |

|  | Kaatedocus siberi |
|  |                   |
|  | Barosaurus lentus |
|  |                   |

|  | Diplodocus carnegii                  |
|  |                                      |
|  | Diplodocus hallorum (= Seismosaurus) |
|  |                                      |

|  | Kaatedocus siberi |
|  |                   |
|  | Barosaurus lentus |
|  |                   |

|  | Diplodocus carnegii                  |
|  |                                      |
|  | Diplodocus hallorum (= Seismosaurus) |
|  |                                      |

|  | Kaatedocus siberi |
|  |                   |
|  | Barosaurus lentus |
|  |                   |

|  | Diplodocus carnegii                  |
|  |                                      |
|  | Diplodocus hallorum (= Seismosaurus) |
|  |                                      |

|  | Kaatedocus siberi |
|  |                   |
|  | Barosaurus lentus |
|  |                   |

|  | Diplodocus carnegii                  |
|  |                                      |
|  | Diplodocus hallorum (= Seismosaurus) |
|  |                                      |

|  | Kaatedocus siberi |
|  |                   |
|  | Barosaurus lentus |
|  |                   |

|  | Supersaurus lourinhanensis (= Dinheirosaurus) |
|  |                                               |
|  | Supersaurus vivianae                          |
|  |                                               |

|  | Diplodocus carnegii                  |
|  |                                      |
|  | Diplodocus hallorum (= Seismosaurus) |
|  |                                      |

|  | Kaatedocus siberi |
|  |                   |
|  | Barosaurus lentus |
|  |                   |

|  | Diplodocus carnegii                  |
|  |                                      |
|  | Diplodocus hallorum (= Seismosaurus) |
|  |                                      |

|  | Kaatedocus siberi |
|  |                   |
|  | Barosaurus lentus |
|  |                   |

|  | Diplodocus carnegii                  |
|  |                                      |
|  | Diplodocus hallorum (= Seismosaurus) |
|  |                                      |

|  | Kaatedocus siberi |
|  |                   |
|  | Barosaurus lentus |
|  |                   |

|  | Diplodocus carnegii                  |
|  |                                      |
|  | Diplodocus hallorum (= Seismosaurus) |
|  |                                      |

|  | Kaatedocus siberi |
|  |                   |
|  | Barosaurus lentus |
|  |                   |

|  | Diplodocus carnegii                  |
|  |                                      |
|  | Diplodocus hallorum (= Seismosaurus) |
|  |                                      |

|  | Kaatedocus siberi |
|  |                   |
|  | Barosaurus lentus |
|  |                   |

|  | Diplodocus carnegii                  |
|  |                                      |
|  | Diplodocus hallorum (= Seismosaurus) |
|  |                                      |

|  | Kaatedocus siberi |
|  |                   |
|  | Barosaurus lentus |
|  |                   |

|  | Diplodocus carnegii                  |
|  |                                      |
|  | Diplodocus hallorum (= Seismosaurus) |
|  |                                      |

|  | Kaatedocus siberi |
|  |                   |
|  | Barosaurus lentus |
|  |                   |

|  | Diplodocus carnegii                  |
|  |                                      |
|  | Diplodocus hallorum (= Seismosaurus) |
|  |                                      |

|  | Kaatedocus siberi |
|  |                   |
|  | Barosaurus lentus |
|  |                   |

|  | Supersaurus lourinhanensis (= Dinheirosaurus) |
|  |                                               |
|  | Supersaurus vivianae                          |
|  |                                               |

|  | Diplodocus carnegii                  |
|  |                                      |
|  | Diplodocus hallorum (= Seismosaurus) |
|  |                                      |

|  | Kaatedocus siberi |
|  |                   |
|  | Barosaurus lentus |
|  |                   |

|  | Diplodocus carnegii                  |
|  |                                      |
|  | Diplodocus hallorum (= Seismosaurus) |
|  |                                      |

|  | Kaatedocus siberi |
|  |                   |
|  | Barosaurus lentus |
|  |                   |

|  | Diplodocus carnegii                  |
|  |                                      |
|  | Diplodocus hallorum (= Seismosaurus) |
|  |                                      |

|  | Kaatedocus siberi |
|  |                   |
|  | Barosaurus lentus |
|  |                   |

|  | Diplodocus carnegii                  |
|  |                                      |
|  | Diplodocus hallorum (= Seismosaurus) |
|  |                                      |

|  | Kaatedocus siberi |
|  |                   |
|  | Barosaurus lentus |
|  |                   |

|  | Diplodocus carnegii                  |
|  |                                      |
|  | Diplodocus hallorum (= Seismosaurus) |
|  |                                      |

|  | Kaatedocus siberi |
|  |                   |
|  | Barosaurus lentus |
|  |                   |

|  | Diplodocus carnegii                  |
|  |                                      |
|  | Diplodocus hallorum (= Seismosaurus) |
|  |                                      |

|  | Kaatedocus siberi |
|  |                   |
|  | Barosaurus lentus |
|  |                   |

|  | Diplodocus carnegii                  |
|  |                                      |
|  | Diplodocus hallorum (= Seismosaurus) |
|  |                                      |

|  | Kaatedocus siberi |
|  |                   |
|  | Barosaurus lentus |
|  |                   |

|  | Diplodocus carnegii                  |
|  |                                      |
|  | Diplodocus hallorum (= Seismosaurus) |
|  |                                      |

|  | Kaatedocus siberi |
|  |                   |
|  | Barosaurus lentus |
|  |                   |

|  | Supersaurus lourinhanensis (= Dinheirosaurus) |
|  |                                               |
|  | Supersaurus vivianae                          |
|  |                                               |

|  | Diplodocus carnegii                  |
|  |                                      |
|  | Diplodocus hallorum (= Seismosaurus) |
|  |                                      |

|  | Kaatedocus siberi |
|  |                   |
|  | Barosaurus lentus |
|  |                   |

|  | Diplodocus carnegii                  |
|  |                                      |
|  | Diplodocus hallorum (= Seismosaurus) |
|  |                                      |

|  | Kaatedocus siberi |
|  |                   |
|  | Barosaurus lentus |
|  |                   |

|  | Diplodocus carnegii                  |
|  |                                      |
|  | Diplodocus hallorum (= Seismosaurus) |
|  |                                      |

|  | Kaatedocus siberi |
|  |                   |
|  | Barosaurus lentus |
|  |                   |

|  | Diplodocus carnegii                  |
|  |                                      |
|  | Diplodocus hallorum (= Seismosaurus) |
|  |                                      |

|  | Kaatedocus siberi |
|  |                   |
|  | Barosaurus lentus |
|  |                   |

|  | Diplodocus carnegii                  |
|  |                                      |
|  | Diplodocus hallorum (= Seismosaurus) |
|  |                                      |

|  | Kaatedocus siberi |
|  |                   |
|  | Barosaurus lentus |
|  |                   |

|  | Diplodocus carnegii                  |
|  |                                      |
|  | Diplodocus hallorum (= Seismosaurus) |
|  |                                      |

|  | Kaatedocus siberi |
|  |                   |
|  | Barosaurus lentus |
|  |                   |

|  | Diplodocus carnegii                  |
|  |                                      |
|  | Diplodocus hallorum (= Seismosaurus) |
|  |                                      |

|  | Kaatedocus siberi |
|  |                   |
|  | Barosaurus lentus |
|  |                   |

|  | Diplodocus carnegii                  |
|  |                                      |
|  | Diplodocus hallorum (= Seismosaurus) |
|  |                                      |

|  | Kaatedocus siberi |
|  |                   |
|  | Barosaurus lentus |
|  |                   |

|  | Supersaurus lourinhanensis (= Dinheirosaurus) |
|  |                                               |
|  | Supersaurus vivianae                          |
|  |                                               |

|  | Diplodocus carnegii                  |
|  |                                      |
|  | Diplodocus hallorum (= Seismosaurus) |
|  |                                      |

|  | Kaatedocus siberi |
|  |                   |
|  | Barosaurus lentus |
|  |                   |

|  | Diplodocus carnegii                  |
|  |                                      |
|  | Diplodocus hallorum (= Seismosaurus) |
|  |                                      |

|  | Kaatedocus siberi |
|  |                   |
|  | Barosaurus lentus |
|  |                   |

|  | Diplodocus carnegii                  |
|  |                                      |
|  | Diplodocus hallorum (= Seismosaurus) |
|  |                                      |

|  | Kaatedocus siberi |
|  |                   |
|  | Barosaurus lentus |
|  |                   |

|  | Diplodocus carnegii                  |
|  |                                      |
|  | Diplodocus hallorum (= Seismosaurus) |
|  |                                      |

|  | Kaatedocus siberi |
|  |                   |
|  | Barosaurus lentus |
|  |                   |

|  | Diplodocus carnegii                  |
|  |                                      |
|  | Diplodocus hallorum (= Seismosaurus) |
|  |                                      |

|  | Kaatedocus siberi |
|  |                   |
|  | Barosaurus lentus |
|  |                   |

|  | Diplodocus carnegii                  |
|  |                                      |
|  | Diplodocus hallorum (= Seismosaurus) |
|  |                                      |

|  | Kaatedocus siberi |
|  |                   |
|  | Barosaurus lentus |
|  |                   |

|  | Diplodocus carnegii                  |
|  |                                      |
|  | Diplodocus hallorum (= Seismosaurus) |
|  |                                      |

|  | Kaatedocus siberi |
|  |                   |
|  | Barosaurus lentus |
|  |                   |

|  | Diplodocus carnegii                  |
|  |                                      |
|  | Diplodocus hallorum (= Seismosaurus) |
|  |                                      |

|  | Kaatedocus siberi |
|  |                   |
|  | Barosaurus lentus |
|  |                   |

|  | Supersaurus lourinhanensis (= Dinheirosaurus) |
|  |                                               |
|  | Supersaurus vivianae                          |
|  |                                               |

|  | Diplodocus carnegii                  |
|  |                                      |
|  | Diplodocus hallorum (= Seismosaurus) |
|  |                                      |

|  | Kaatedocus siberi |
|  |                   |
|  | Barosaurus lentus |
|  |                   |

|  | Diplodocus carnegii                  |
|  |                                      |
|  | Diplodocus hallorum (= Seismosaurus) |
|  |                                      |

|  | Kaatedocus siberi |
|  |                   |
|  | Barosaurus lentus |
|  |                   |

|  | Diplodocus carnegii                  |
|  |                                      |
|  | Diplodocus hallorum (= Seismosaurus) |
|  |                                      |

|  | Kaatedocus siberi |
|  |                   |
|  | Barosaurus lentus |
|  |                   |

|  | Diplodocus carnegii                  |
|  |                                      |
|  | Diplodocus hallorum (= Seismosaurus) |
|  |                                      |

|  | Kaatedocus siberi |
|  |                   |
|  | Barosaurus lentus |
|  |                   |

|  | Diplodocus carnegii                  |
|  |                                      |
|  | Diplodocus hallorum (= Seismosaurus) |
|  |                                      |

|  | Kaatedocus siberi |
|  |                   |
|  | Barosaurus lentus |
|  |                   |

|  | Diplodocus carnegii                  |
|  |                                      |
|  | Diplodocus hallorum (= Seismosaurus) |
|  |                                      |

|  | Kaatedocus siberi |
|  |                   |
|  | Barosaurus lentus |
|  |                   |

|  | Diplodocus carnegii                  |
|  |                                      |
|  | Diplodocus hallorum (= Seismosaurus) |
|  |                                      |

|  | Kaatedocus siberi |
|  |                   |
|  | Barosaurus lentus |
|  |                   |

|  | Diplodocus carnegii                  |
|  |                                      |
|  | Diplodocus hallorum (= Seismosaurus) |
|  |                                      |

|  | Kaatedocus siberi |
|  |                   |
|  | Barosaurus lentus |
|  |                   |

|  | Supersaurus lourinhanensis (= Dinheirosaurus) |
|  |                                               |
|  | Supersaurus vivianae                          |
|  |                                               |

|  | Diplodocus carnegii                  |
|  |                                      |
|  | Diplodocus hallorum (= Seismosaurus) |
|  |                                      |

|  | Kaatedocus siberi |
|  |                   |
|  | Barosaurus lentus |
|  |                   |

|  | Diplodocus carnegii                  |
|  |                                      |
|  | Diplodocus hallorum (= Seismosaurus) |
|  |                                      |

|  | Kaatedocus siberi |
|  |                   |
|  | Barosaurus lentus |
|  |                   |

|  | Diplodocus carnegii                  |
|  |                                      |
|  | Diplodocus hallorum (= Seismosaurus) |
|  |                                      |

|  | Kaatedocus siberi |
|  |                   |
|  | Barosaurus lentus |
|  |                   |

|  | Diplodocus carnegii                  |
|  |                                      |
|  | Diplodocus hallorum (= Seismosaurus) |
|  |                                      |

|  | Kaatedocus siberi |
|  |                   |
|  | Barosaurus lentus |
|  |                   |

|  | Diplodocus carnegii                  |
|  |                                      |
|  | Diplodocus hallorum (= Seismosaurus) |
|  |                                      |

|  | Kaatedocus siberi |
|  |                   |
|  | Barosaurus lentus |
|  |                   |

|  | Diplodocus carnegii                  |
|  |                                      |
|  | Diplodocus hallorum (= Seismosaurus) |
|  |                                      |

|  | Kaatedocus siberi |
|  |                   |
|  | Barosaurus lentus |
|  |                   |

|  | Diplodocus carnegii                  |
|  |                                      |
|  | Diplodocus hallorum (= Seismosaurus) |
|  |                                      |

|  | Kaatedocus siberi |
|  |                   |
|  | Barosaurus lentus |
|  |                   |

|  | Diplodocus carnegii                  |
|  |                                      |
|  | Diplodocus hallorum (= Seismosaurus) |
|  |                                      |

|  | Kaatedocus siberi |
|  |                   |
|  | Barosaurus lentus |
|  |                   |

|  | Apatosaurus ajax    |
|  |                     |
|  | Apatosaurus louisae |
|  |                     |

|  | Brontosaurus excelsus                                                                                          |
|  | |
|  | \| \| Brontosaurus yahnahpin (= Eobrontosaurus) \| \| \| \| \| \| Brontosaurus parvus (=Elosaurus) \| \| \| \| |
|  | |
|  | Brontosaurus yahnahpin (= Eobrontosaurus)                                                                      |
|  | |
|  | Brontosaurus parvus (=Elosaurus)                                                                               |
|  | |

|  | Brontosaurus yahnahpin (= Eobrontosaurus) |
|  |                                           |
|  | Brontosaurus parvus (=Elosaurus)          |
|  |                                           |

|  | Apatosaurus ajax    |
|  |                     |
|  | Apatosaurus louisae |
|  |                     |

|  | Brontosaurus excelsus                                                                                          |
|  | |
|  | \| \| Brontosaurus yahnahpin (= Eobrontosaurus) \| \| \| \| \| \| Brontosaurus parvus (=Elosaurus) \| \| \| \| |
|  | |
|  | Brontosaurus yahnahpin (= Eobrontosaurus)                                                                      |
|  | |
|  | Brontosaurus parvus (=Elosaurus)                                                                               |
|  | |

|  | Brontosaurus yahnahpin (= Eobrontosaurus) |
|  |                                           |
|  | Brontosaurus parvus (=Elosaurus)          |
|  |                                           |

|  | Apatosaurus ajax    |
|  |                     |
|  | Apatosaurus louisae |
|  |                     |

|  | Brontosaurus excelsus                                                                                          |
|  | |
|  | \| \| Brontosaurus yahnahpin (= Eobrontosaurus) \| \| \| \| \| \| Brontosaurus parvus (=Elosaurus) \| \| \| \| |
|  | |
|  | Brontosaurus yahnahpin (= Eobrontosaurus)                                                                      |
|  | |
|  | Brontosaurus parvus (=Elosaurus)                                                                               |
|  | |

|  | Brontosaurus yahnahpin (= Eobrontosaurus) |
|  |                                           |
|  | Brontosaurus parvus (=Elosaurus)          |
|  |                                           |

|  | Apatosaurus ajax    |
|  |                     |
|  | Apatosaurus louisae |
|  |                     |

|  | Brontosaurus excelsus                                                                                          |
|  | |
|  | \| \| Brontosaurus yahnahpin (= Eobrontosaurus) \| \| \| \| \| \| Brontosaurus parvus (=Elosaurus) \| \| \| \| |
|  | |
|  | Brontosaurus yahnahpin (= Eobrontosaurus)                                                                      |
|  | |
|  | Brontosaurus parvus (=Elosaurus)                                                                               |
|  | |

|  | Brontosaurus yahnahpin (= Eobrontosaurus) |
|  |                                           |
|  | Brontosaurus parvus (=Elosaurus)          |
|  |                                           |

|  | Apatosaurus ajax    |
|  |                     |
|  | Apatosaurus louisae |
|  |                     |

|  | Brontosaurus excelsus                                                                                          |
|  | |
|  | \| \| Brontosaurus yahnahpin (= Eobrontosaurus) \| \| \| \| \| \| Brontosaurus parvus (=Elosaurus) \| \| \| \| |
|  | |
|  | Brontosaurus yahnahpin (= Eobrontosaurus)                                                                      |
|  | |
|  | Brontosaurus parvus (=Elosaurus)                                                                               |
|  | |

|  | Brontosaurus yahnahpin (= Eobrontosaurus) |
|  |                                           |
|  | Brontosaurus parvus (=Elosaurus)          |
|  |                                           |

|  | Apatosaurus ajax    |
|  |                     |
|  | Apatosaurus louisae |
|  |                     |

|  | Brontosaurus excelsus                                                                                          |
|  | |
|  | \| \| Brontosaurus yahnahpin (= Eobrontosaurus) \| \| \| \| \| \| Brontosaurus parvus (=Elosaurus) \| \| \| \| |
|  | |
|  | Brontosaurus yahnahpin (= Eobrontosaurus)                                                                      |
|  | |
|  | Brontosaurus parvus (=Elosaurus)                                                                               |
|  | |

|  | Brontosaurus yahnahpin (= Eobrontosaurus) |
|  |                                           |
|  | Brontosaurus parvus (=Elosaurus)          |
|  |                                           |

|  | Apatosaurus ajax    |
|  |                     |
|  | Apatosaurus louisae |
|  |                     |

|  | Brontosaurus excelsus                                                                                          |
|  | |
|  | \| \| Brontosaurus yahnahpin (= Eobrontosaurus) \| \| \| \| \| \| Brontosaurus parvus (=Elosaurus) \| \| \| \| |
|  | |
|  | Brontosaurus yahnahpin (= Eobrontosaurus)                                                                      |
|  | |
|  | Brontosaurus parvus (=Elosaurus)                                                                               |
|  | |

|  | Brontosaurus yahnahpin (= Eobrontosaurus) |
|  |                                           |
|  | Brontosaurus parvus (=Elosaurus)          |
|  |                                           |

|  | Apatosaurus ajax    |
|  |                     |
|  | Apatosaurus louisae |
|  |                     |

|  | Brontosaurus excelsus                                                                                          |
|  | |
|  | \| \| Brontosaurus yahnahpin (= Eobrontosaurus) \| \| \| \| \| \| Brontosaurus parvus (=Elosaurus) \| \| \| \| |
|  | |
|  | Brontosaurus yahnahpin (= Eobrontosaurus)                                                                      |
|  | |
|  | Brontosaurus parvus (=Elosaurus)                                                                               |
|  | |

|  | Brontosaurus yahnahpin (= Eobrontosaurus) |
|  |                                           |
|  | Brontosaurus parvus (=Elosaurus)          |
|  |                                           |

|  | Supersaurus lourinhanensis (= Dinheirosaurus) |
|  |                                               |
|  | Supersaurus vivianae                          |
|  |                                               |

|  | Diplodocus carnegii                  |
|  |                                      |
|  | Diplodocus hallorum (= Seismosaurus) |
|  |                                      |

|  | Kaatedocus siberi |
|  |                   |
|  | Barosaurus lentus |
|  |                   |

|  | Diplodocus carnegii                  |
|  |                                      |
|  | Diplodocus hallorum (= Seismosaurus) |
|  |                                      |

|  | Kaatedocus siberi |
|  |                   |
|  | Barosaurus lentus |
|  |                   |

|  | Diplodocus carnegii                  |
|  |                                      |
|  | Diplodocus hallorum (= Seismosaurus) |
|  |                                      |

|  | Kaatedocus siberi |
|  |                   |
|  | Barosaurus lentus |
|  |                   |

|  | Diplodocus carnegii                  |
|  |                                      |
|  | Diplodocus hallorum (= Seismosaurus) |
|  |                                      |

|  | Kaatedocus siberi |
|  |                   |
|  | Barosaurus lentus |
|  |                   |

|  | Diplodocus carnegii                  |
|  |                                      |
|  | Diplodocus hallorum (= Seismosaurus) |
|  |                                      |

|  | Kaatedocus siberi |
|  |                   |
|  | Barosaurus lentus |
|  |                   |

|  | Diplodocus carnegii                  |
|  |                                      |
|  | Diplodocus hallorum (= Seismosaurus) |
|  |                                      |

|  | Kaatedocus siberi |
|  |                   |
|  | Barosaurus lentus |
|  |                   |

|  | Diplodocus carnegii                  |
|  |                                      |
|  | Diplodocus hallorum (= Seismosaurus) |
|  |                                      |

|  | Kaatedocus siberi |
|  |                   |
|  | Barosaurus lentus |
|  |                   |

|  | Diplodocus carnegii                  |
|  |                                      |
|  | Diplodocus hallorum (= Seismosaurus) |
|  |                                      |

|  | Kaatedocus siberi |
|  |                   |
|  | Barosaurus lentus |
|  |                   |

|  | Supersaurus lourinhanensis (= Dinheirosaurus) |
|  |                                               |
|  | Supersaurus vivianae                          |
|  |                                               |

|  | Diplodocus carnegii                  |
|  |                                      |
|  | Diplodocus hallorum (= Seismosaurus) |
|  |                                      |

|  | Kaatedocus siberi |
|  |                   |
|  | Barosaurus lentus |
|  |                   |

|  | Diplodocus carnegii                  |
|  |                                      |
|  | Diplodocus hallorum (= Seismosaurus) |
|  |                                      |

|  | Kaatedocus siberi |
|  |                   |
|  | Barosaurus lentus |
|  |                   |

|  | Diplodocus carnegii                  |
|  |                                      |
|  | Diplodocus hallorum (= Seismosaurus) |
|  |                                      |

|  | Kaatedocus siberi |
|  |                   |
|  | Barosaurus lentus |
|  |                   |

|  | Diplodocus carnegii                  |
|  |                                      |
|  | Diplodocus hallorum (= Seismosaurus) |
|  |                                      |

|  | Kaatedocus siberi |
|  |                   |
|  | Barosaurus lentus |
|  |                   |

|  | Diplodocus carnegii                  |
|  |                                      |
|  | Diplodocus hallorum (= Seismosaurus) |
|  |                                      |

|  | Kaatedocus siberi |
|  |                   |
|  | Barosaurus lentus |
|  |                   |

|  | Diplodocus carnegii                  |
|  |                                      |
|  | Diplodocus hallorum (= Seismosaurus) |
|  |                                      |

|  | Kaatedocus siberi |
|  |                   |
|  | Barosaurus lentus |
|  |                   |

|  | Diplodocus carnegii                  |
|  |                                      |
|  | Diplodocus hallorum (= Seismosaurus) |
|  |                                      |

|  | Kaatedocus siberi |
|  |                   |
|  | Barosaurus lentus |
|  |                   |

|  | Diplodocus carnegii                  |
|  |                                      |
|  | Diplodocus hallorum (= Seismosaurus) |
|  |                                      |

|  | Kaatedocus siberi |
|  |                   |
|  | Barosaurus lentus |
|  |                   |

|  | Supersaurus lourinhanensis (= Dinheirosaurus) |
|  |                                               |
|  | Supersaurus vivianae                          |
|  |                                               |

|  | Diplodocus carnegii                  |
|  |                                      |
|  | Diplodocus hallorum (= Seismosaurus) |
|  |                                      |

|  | Kaatedocus siberi |
|  |                   |
|  | Barosaurus lentus |
|  |                   |

|  | Diplodocus carnegii                  |
|  |                                      |
|  | Diplodocus hallorum (= Seismosaurus) |
|  |                                      |

|  | Kaatedocus siberi |
|  |                   |
|  | Barosaurus lentus |
|  |                   |

|  | Diplodocus carnegii                  |
|  |                                      |
|  | Diplodocus hallorum (= Seismosaurus) |
|  |                                      |

|  | Kaatedocus siberi |
|  |                   |
|  | Barosaurus lentus |
|  |                   |

|  | Diplodocus carnegii                  |
|  |                                      |
|  | Diplodocus hallorum (= Seismosaurus) |
|  |                                      |

|  | Kaatedocus siberi |
|  |                   |
|  | Barosaurus lentus |
|  |                   |

|  | Diplodocus carnegii                  |
|  |                                      |
|  | Diplodocus hallorum (= Seismosaurus) |
|  |                                      |

|  | Kaatedocus siberi |
|  |                   |
|  | Barosaurus lentus |
|  |                   |

|  | Diplodocus carnegii                  |
|  |                                      |
|  | Diplodocus hallorum (= Seismosaurus) |
|  |                                      |

|  | Kaatedocus siberi |
|  |                   |
|  | Barosaurus lentus |
|  |                   |

|  | Diplodocus carnegii                  |
|  |                                      |
|  | Diplodocus hallorum (= Seismosaurus) |
|  |                                      |

|  | Kaatedocus siberi |
|  |                   |
|  | Barosaurus lentus |
|  |                   |

|  | Diplodocus carnegii                  |
|  |                                      |
|  | Diplodocus hallorum (= Seismosaurus) |
|  |                                      |

|  | Kaatedocus siberi |
|  |                   |
|  | Barosaurus lentus |
|  |                   |

|  | Supersaurus lourinhanensis (= Dinheirosaurus) |
|  |                                               |
|  | Supersaurus vivianae                          |
|  |                                               |

|  | Diplodocus carnegii                  |
|  |                                      |
|  | Diplodocus hallorum (= Seismosaurus) |
|  |                                      |

|  | Kaatedocus siberi |
|  |                   |
|  | Barosaurus lentus |
|  |                   |

|  | Diplodocus carnegii                  |
|  |                                      |
|  | Diplodocus hallorum (= Seismosaurus) |
|  |                                      |

|  | Kaatedocus siberi |
|  |                   |
|  | Barosaurus lentus |
|  |                   |

|  | Diplodocus carnegii                  |
|  |                                      |
|  | Diplodocus hallorum (= Seismosaurus) |
|  |                                      |

|  | Kaatedocus siberi |
|  |                   |
|  | Barosaurus lentus |
|  |                   |

|  | Diplodocus carnegii                  |
|  |                                      |
|  | Diplodocus hallorum (= Seismosaurus) |
|  |                                      |

|  | Kaatedocus siberi |
|  |                   |
|  | Barosaurus lentus |
|  |                   |

|  | Diplodocus carnegii                  |
|  |                                      |
|  | Diplodocus hallorum (= Seismosaurus) |
|  |                                      |

|  | Kaatedocus siberi |
|  |                   |
|  | Barosaurus lentus |
|  |                   |

|  | Diplodocus carnegii                  |
|  |                                      |
|  | Diplodocus hallorum (= Seismosaurus) |
|  |                                      |

|  | Kaatedocus siberi |
|  |                   |
|  | Barosaurus lentus |
|  |                   |

|  | Diplodocus carnegii                  |
|  |                                      |
|  | Diplodocus hallorum (= Seismosaurus) |
|  |                                      |

|  | Kaatedocus siberi |
|  |                   |
|  | Barosaurus lentus |
|  |                   |

|  | Diplodocus carnegii                  |
|  |                                      |
|  | Diplodocus hallorum (= Seismosaurus) |
|  |                                      |

|  | Kaatedocus siberi |
|  |                   |
|  | Barosaurus lentus |
|  |                   |

|  | Supersaurus lourinhanensis (= Dinheirosaurus) |
|  |                                               |
|  | Supersaurus vivianae                          |
|  |                                               |

|  | Diplodocus carnegii                  |
|  |                                      |
|  | Diplodocus hallorum (= Seismosaurus) |
|  |                                      |

|  | Kaatedocus siberi |
|  |                   |
|  | Barosaurus lentus |
|  |                   |

|  | Diplodocus carnegii                  |
|  |                                      |
|  | Diplodocus hallorum (= Seismosaurus) |
|  |                                      |

|  | Kaatedocus siberi |
|  |                   |
|  | Barosaurus lentus |
|  |                   |

|  | Diplodocus carnegii                  |
|  |                                      |
|  | Diplodocus hallorum (= Seismosaurus) |
|  |                                      |

|  | Kaatedocus siberi |
|  |                   |
|  | Barosaurus lentus |
|  |                   |

|  | Diplodocus carnegii                  |
|  |                                      |
|  | Diplodocus hallorum (= Seismosaurus) |
|  |                                      |

|  | Kaatedocus siberi |
|  |                   |
|  | Barosaurus lentus |
|  |                   |

|  | Diplodocus carnegii                  |
|  |                                      |
|  | Diplodocus hallorum (= Seismosaurus) |
|  |                                      |

|  | Kaatedocus siberi |
|  |                   |
|  | Barosaurus lentus |
|  |                   |

|  | Diplodocus carnegii                  |
|  |                                      |
|  | Diplodocus hallorum (= Seismosaurus) |
|  |                                      |

|  | Kaatedocus siberi |
|  |                   |
|  | Barosaurus lentus |
|  |                   |

|  | Diplodocus carnegii                  |
|  |                                      |
|  | Diplodocus hallorum (= Seismosaurus) |
|  |                                      |

|  | Kaatedocus siberi |
|  |                   |
|  | Barosaurus lentus |
|  |                   |

|  | Diplodocus carnegii                  |
|  |                                      |
|  | Diplodocus hallorum (= Seismosaurus) |
|  |                                      |

|  | Kaatedocus siberi |
|  |                   |
|  | Barosaurus lentus |
|  |                   |

|  | Supersaurus lourinhanensis (= Dinheirosaurus) |
|  |                                               |
|  | Supersaurus vivianae                          |
|  |                                               |

|  | Diplodocus carnegii                  |
|  |                                      |
|  | Diplodocus hallorum (= Seismosaurus) |
|  |                                      |

|  | Kaatedocus siberi |
|  |                   |
|  | Barosaurus lentus |
|  |                   |

|  | Diplodocus carnegii                  |
|  |                                      |
|  | Diplodocus hallorum (= Seismosaurus) |
|  |                                      |

|  | Kaatedocus siberi |
|  |                   |
|  | Barosaurus lentus |
|  |                   |

|  | Diplodocus carnegii                  |
|  |                                      |
|  | Diplodocus hallorum (= Seismosaurus) |
|  |                                      |

|  | Kaatedocus siberi |
|  |                   |
|  | Barosaurus lentus |
|  |                   |

|  | Diplodocus carnegii                  |
|  |                                      |
|  | Diplodocus hallorum (= Seismosaurus) |
|  |                                      |

|  | Kaatedocus siberi |
|  |                   |
|  | Barosaurus lentus |
|  |                   |

|  | Diplodocus carnegii                  |
|  |                                      |
|  | Diplodocus hallorum (= Seismosaurus) |
|  |                                      |

|  | Kaatedocus siberi |
|  |                   |
|  | Barosaurus lentus |
|  |                   |

|  | Diplodocus carnegii                  |
|  |                                      |
|  | Diplodocus hallorum (= Seismosaurus) |
|  |                                      |

|  | Kaatedocus siberi |
|  |                   |
|  | Barosaurus lentus |
|  |                   |

|  | Diplodocus carnegii                  |
|  |                                      |
|  | Diplodocus hallorum (= Seismosaurus) |
|  |                                      |

|  | Kaatedocus siberi |
|  |                   |
|  | Barosaurus lentus |
|  |                   |

|  | Diplodocus carnegii                  |
|  |                                      |
|  | Diplodocus hallorum (= Seismosaurus) |
|  |                                      |

|  | Kaatedocus siberi |
|  |                   |
|  | Barosaurus lentus |
|  |                   |

|  | Supersaurus lourinhanensis (= Dinheirosaurus) |
|  |                                               |
|  | Supersaurus vivianae                          |
|  |                                               |

|  | Diplodocus carnegii                  |
|  |                                      |
|  | Diplodocus hallorum (= Seismosaurus) |
|  |                                      |

|  | Kaatedocus siberi |
|  |                   |
|  | Barosaurus lentus |
|  |                   |

|  | Diplodocus carnegii                  |
|  |                                      |
|  | Diplodocus hallorum (= Seismosaurus) |
|  |                                      |

|  | Kaatedocus siberi |
|  |                   |
|  | Barosaurus lentus |
|  |                   |

|  | Diplodocus carnegii                  |
|  |                                      |
|  | Diplodocus hallorum (= Seismosaurus) |
|  |                                      |

|  | Kaatedocus siberi |
|  |                   |
|  | Barosaurus lentus |
|  |                   |

|  | Diplodocus carnegii                  |
|  |                                      |
|  | Diplodocus hallorum (= Seismosaurus) |
|  |                                      |

|  | Kaatedocus siberi |
|  |                   |
|  | Barosaurus lentus |
|  |                   |

|  | Diplodocus carnegii                  |
|  |                                      |
|  | Diplodocus hallorum (= Seismosaurus) |
|  |                                      |

|  | Kaatedocus siberi |
|  |                   |
|  | Barosaurus lentus |
|  |                   |

|  | Diplodocus carnegii                  |
|  |                                      |
|  | Diplodocus hallorum (= Seismosaurus) |
|  |                                      |

|  | Kaatedocus siberi |
|  |                   |
|  | Barosaurus lentus |
|  |                   |

|  | Diplodocus carnegii                  |
|  |                                      |
|  | Diplodocus hallorum (= Seismosaurus) |
|  |                                      |

|  | Kaatedocus siberi |
|  |                   |
|  | Barosaurus lentus |
|  |                   |

|  | Diplodocus carnegii                  |
|  |                                      |
|  | Diplodocus hallorum (= Seismosaurus) |
|  |                                      |

|  | Kaatedocus siberi |
|  |                   |
|  | Barosaurus lentus |
|  |                   |

|  | Supersaurus lourinhanensis (= Dinheirosaurus) |
|  |                                               |
|  | Supersaurus vivianae                          |
|  |                                               |

|  | Diplodocus carnegii                  |
|  |                                      |
|  | Diplodocus hallorum (= Seismosaurus) |
|  |                                      |

|  | Kaatedocus siberi |
|  |                   |
|  | Barosaurus lentus |
|  |                   |

|  | Diplodocus carnegii                  |
|  |                                      |
|  | Diplodocus hallorum (= Seismosaurus) |
|  |                                      |

|  | Kaatedocus siberi |
|  |                   |
|  | Barosaurus lentus |
|  |                   |

|  | Diplodocus carnegii                  |
|  |                                      |
|  | Diplodocus hallorum (= Seismosaurus) |
|  |                                      |

|  | Kaatedocus siberi |
|  |                   |
|  | Barosaurus lentus |
|  |                   |

|  | Diplodocus carnegii                  |
|  |                                      |
|  | Diplodocus hallorum (= Seismosaurus) |
|  |                                      |

|  | Kaatedocus siberi |
|  |                   |
|  | Barosaurus lentus |
|  |                   |

|  | Diplodocus carnegii                  |
|  |                                      |
|  | Diplodocus hallorum (= Seismosaurus) |
|  |                                      |

|  | Kaatedocus siberi |
|  |                   |
|  | Barosaurus lentus |
|  |                   |

|  | Diplodocus carnegii                  |
|  |                                      |
|  | Diplodocus hallorum (= Seismosaurus) |
|  |                                      |

|  | Kaatedocus siberi |
|  |                   |
|  | Barosaurus lentus |
|  |                   |

|  | Diplodocus carnegii                  |
|  |                                      |
|  | Diplodocus hallorum (= Seismosaurus) |
|  |                                      |

|  | Kaatedocus siberi |
|  |                   |
|  | Barosaurus lentus |
|  |                   |

|  | Diplodocus carnegii                  |
|  |                                      |
|  | Diplodocus hallorum (= Seismosaurus) |
|  |                                      |

|  | Kaatedocus siberi |
|  |                   |
|  | Barosaurus lentus |
|  |                   |

|  | Apatosaurus ajax    |
|  |                     |
|  | Apatosaurus louisae |
|  |                     |

|  | Brontosaurus excelsus                                                                                          |
|  | |
|  | \| \| Brontosaurus yahnahpin (= Eobrontosaurus) \| \| \| \| \| \| Brontosaurus parvus (=Elosaurus) \| \| \| \| |
|  | |
|  | Brontosaurus yahnahpin (= Eobrontosaurus)                                                                      |
|  | |
|  | Brontosaurus parvus (=Elosaurus)                                                                               |
|  | |

|  | Brontosaurus yahnahpin (= Eobrontosaurus) |
|  |                                           |
|  | Brontosaurus parvus (=Elosaurus)          |
|  |                                           |

|  | Apatosaurus ajax    |
|  |                     |
|  | Apatosaurus louisae |
|  |                     |

|  | Brontosaurus excelsus                                                                                          |
|  | |
|  | \| \| Brontosaurus yahnahpin (= Eobrontosaurus) \| \| \| \| \| \| Brontosaurus parvus (=Elosaurus) \| \| \| \| |
|  | |
|  | Brontosaurus yahnahpin (= Eobrontosaurus)                                                                      |
|  | |
|  | Brontosaurus parvus (=Elosaurus)                                                                               |
|  | |

|  | Brontosaurus yahnahpin (= Eobrontosaurus) |
|  |                                           |
|  | Brontosaurus parvus (=Elosaurus)          |
|  |                                           |

|  | Apatosaurus ajax    |
|  |                     |
|  | Apatosaurus louisae |
|  |                     |

|  | Brontosaurus excelsus                                                                                          |
|  | |
|  | \| \| Brontosaurus yahnahpin (= Eobrontosaurus) \| \| \| \| \| \| Brontosaurus parvus (=Elosaurus) \| \| \| \| |
|  | |
|  | Brontosaurus yahnahpin (= Eobrontosaurus)                                                                      |
|  | |
|  | Brontosaurus parvus (=Elosaurus)                                                                               |
|  | |

|  | Brontosaurus yahnahpin (= Eobrontosaurus) |
|  |                                           |
|  | Brontosaurus parvus (=Elosaurus)          |
|  |                                           |

|  | Apatosaurus ajax    |
|  |                     |
|  | Apatosaurus louisae |
|  |                     |

|  | Brontosaurus excelsus                                                                                          |
|  | |
|  | \| \| Brontosaurus yahnahpin (= Eobrontosaurus) \| \| \| \| \| \| Brontosaurus parvus (=Elosaurus) \| \| \| \| |
|  | |
|  | Brontosaurus yahnahpin (= Eobrontosaurus)                                                                      |
|  | |
|  | Brontosaurus parvus (=Elosaurus)                                                                               |
|  | |

|  | Brontosaurus yahnahpin (= Eobrontosaurus) |
|  |                                           |
|  | Brontosaurus parvus (=Elosaurus)          |
|  |                                           |

|  | Apatosaurus ajax    |
|  |                     |
|  | Apatosaurus louisae |
|  |                     |

|  | Brontosaurus excelsus                                                                                          |
|  | |
|  | \| \| Brontosaurus yahnahpin (= Eobrontosaurus) \| \| \| \| \| \| Brontosaurus parvus (=Elosaurus) \| \| \| \| |
|  | |
|  | Brontosaurus yahnahpin (= Eobrontosaurus)                                                                      |
|  | |
|  | Brontosaurus parvus (=Elosaurus)                                                                               |
|  | |

|  | Brontosaurus yahnahpin (= Eobrontosaurus) |
|  |                                           |
|  | Brontosaurus parvus (=Elosaurus)          |
|  |                                           |

|  | Apatosaurus ajax    |
|  |                     |
|  | Apatosaurus louisae |
|  |                     |

|  | Brontosaurus excelsus                                                                                          |
|  | |
|  | \| \| Brontosaurus yahnahpin (= Eobrontosaurus) \| \| \| \| \| \| Brontosaurus parvus (=Elosaurus) \| \| \| \| |
|  | |
|  | Brontosaurus yahnahpin (= Eobrontosaurus)                                                                      |
|  | |
|  | Brontosaurus parvus (=Elosaurus)                                                                               |
|  | |

|  | Brontosaurus yahnahpin (= Eobrontosaurus) |
|  |                                           |
|  | Brontosaurus parvus (=Elosaurus)          |
|  |                                           |

|  | Apatosaurus ajax    |
|  |                     |
|  | Apatosaurus louisae |
|  |                     |

|  | Brontosaurus excelsus                                                                                          |
|  | |
|  | \| \| Brontosaurus yahnahpin (= Eobrontosaurus) \| \| \| \| \| \| Brontosaurus parvus (=Elosaurus) \| \| \| \| |
|  | |
|  | Brontosaurus yahnahpin (= Eobrontosaurus)                                                                      |
|  | |
|  | Brontosaurus parvus (=Elosaurus)                                                                               |
|  | |

|  | Brontosaurus yahnahpin (= Eobrontosaurus) |
|  |                                           |
|  | Brontosaurus parvus (=Elosaurus)          |
|  |                                           |

|  | Apatosaurus ajax    |
|  |                     |
|  | Apatosaurus louisae |
|  |                     |

|  | Brontosaurus excelsus                                                                                          |
|  | |
|  | \| \| Brontosaurus yahnahpin (= Eobrontosaurus) \| \| \| \| \| \| Brontosaurus parvus (=Elosaurus) \| \| \| \| |
|  | |
|  | Brontosaurus yahnahpin (= Eobrontosaurus)                                                                      |
|  | |
|  | Brontosaurus parvus (=Elosaurus)                                                                               |
|  | |

|  | Brontosaurus yahnahpin (= Eobrontosaurus) |
|  |                                           |
|  | Brontosaurus parvus (=Elosaurus)          |
|  |                                           |

|  | Supersaurus lourinhanensis (= Dinheirosaurus) |
|  |                                               |
|  | Supersaurus vivianae                          |
|  |                                               |

|  | Diplodocus carnegii                  |
|  |                                      |
|  | Diplodocus hallorum (= Seismosaurus) |
|  |                                      |

|  | Kaatedocus siberi |
|  |                   |
|  | Barosaurus lentus |
|  |                   |

|  | Diplodocus carnegii                  |
|  |                                      |
|  | Diplodocus hallorum (= Seismosaurus) |
|  |                                      |

|  | Kaatedocus siberi |
|  |                   |
|  | Barosaurus lentus |
|  |                   |

|  | Diplodocus carnegii                  |
|  |                                      |
|  | Diplodocus hallorum (= Seismosaurus) |
|  |                                      |

|  | Kaatedocus siberi |
|  |                   |
|  | Barosaurus lentus |
|  |                   |

|  | Diplodocus carnegii                  |
|  |                                      |
|  | Diplodocus hallorum (= Seismosaurus) |
|  |                                      |

|  | Kaatedocus siberi |
|  |                   |
|  | Barosaurus lentus |
|  |                   |

|  | Diplodocus carnegii                  |
|  |                                      |
|  | Diplodocus hallorum (= Seismosaurus) |
|  |                                      |

|  | Kaatedocus siberi |
|  |                   |
|  | Barosaurus lentus |
|  |                   |

|  | Diplodocus carnegii                  |
|  |                                      |
|  | Diplodocus hallorum (= Seismosaurus) |
|  |                                      |

|  | Kaatedocus siberi |
|  |                   |
|  | Barosaurus lentus |
|  |                   |

|  | Diplodocus carnegii                  |
|  |                                      |
|  | Diplodocus hallorum (= Seismosaurus) |
|  |                                      |

|  | Kaatedocus siberi |
|  |                   |
|  | Barosaurus lentus |
|  |                   |

|  | Diplodocus carnegii                  |
|  |                                      |
|  | Diplodocus hallorum (= Seismosaurus) |
|  |                                      |

|  | Kaatedocus siberi |
|  |                   |
|  | Barosaurus lentus |
|  |                   |

|  | Supersaurus lourinhanensis (= Dinheirosaurus) |
|  |                                               |
|  | Supersaurus vivianae                          |
|  |                                               |

|  | Diplodocus carnegii                  |
|  |                                      |
|  | Diplodocus hallorum (= Seismosaurus) |
|  |                                      |

|  | Kaatedocus siberi |
|  |                   |
|  | Barosaurus lentus |
|  |                   |

|  | Diplodocus carnegii                  |
|  |                                      |
|  | Diplodocus hallorum (= Seismosaurus) |
|  |                                      |

|  | Kaatedocus siberi |
|  |                   |
|  | Barosaurus lentus |
|  |                   |

|  | Diplodocus carnegii                  |
|  |                                      |
|  | Diplodocus hallorum (= Seismosaurus) |
|  |                                      |

|  | Kaatedocus siberi |
|  |                   |
|  | Barosaurus lentus |
|  |                   |

|  | Diplodocus carnegii                  |
|  |                                      |
|  | Diplodocus hallorum (= Seismosaurus) |
|  |                                      |

|  | Kaatedocus siberi |
|  |                   |
|  | Barosaurus lentus |
|  |                   |

|  | Diplodocus carnegii                  |
|  |                                      |
|  | Diplodocus hallorum (= Seismosaurus) |
|  |                                      |

|  | Kaatedocus siberi |
|  |                   |
|  | Barosaurus lentus |
|  |                   |

|  | Diplodocus carnegii                  |
|  |                                      |
|  | Diplodocus hallorum (= Seismosaurus) |
|  |                                      |

|  | Kaatedocus siberi |
|  |                   |
|  | Barosaurus lentus |
|  |                   |

|  | Diplodocus carnegii                  |
|  |                                      |
|  | Diplodocus hallorum (= Seismosaurus) |
|  |                                      |

|  | Kaatedocus siberi |
|  |                   |
|  | Barosaurus lentus |
|  |                   |

|  | Diplodocus carnegii                  |
|  |                                      |
|  | Diplodocus hallorum (= Seismosaurus) |
|  |                                      |

|  | Kaatedocus siberi |
|  |                   |
|  | Barosaurus lentus |
|  |                   |

|  | Supersaurus lourinhanensis (= Dinheirosaurus) |
|  |                                               |
|  | Supersaurus vivianae                          |
|  |                                               |

|  | Diplodocus carnegii                  |
|  |                                      |
|  | Diplodocus hallorum (= Seismosaurus) |
|  |                                      |

|  | Kaatedocus siberi |
|  |                   |
|  | Barosaurus lentus |
|  |                   |

|  | Diplodocus carnegii                  |
|  |                                      |
|  | Diplodocus hallorum (= Seismosaurus) |
|  |                                      |

|  | Kaatedocus siberi |
|  |                   |
|  | Barosaurus lentus |
|  |                   |

|  | Diplodocus carnegii                  |
|  |                                      |
|  | Diplodocus hallorum (= Seismosaurus) |
|  |                                      |

|  | Kaatedocus siberi |
|  |                   |
|  | Barosaurus lentus |
|  |                   |

|  | Diplodocus carnegii                  |
|  |                                      |
|  | Diplodocus hallorum (= Seismosaurus) |
|  |                                      |

|  | Kaatedocus siberi |
|  |                   |
|  | Barosaurus lentus |
|  |                   |

|  | Diplodocus carnegii                  |
|  |                                      |
|  | Diplodocus hallorum (= Seismosaurus) |
|  |                                      |

|  | Kaatedocus siberi |
|  |                   |
|  | Barosaurus lentus |
|  |                   |

|  | Diplodocus carnegii                  |
|  |                                      |
|  | Diplodocus hallorum (= Seismosaurus) |
|  |                                      |

|  | Kaatedocus siberi |
|  |                   |
|  | Barosaurus lentus |
|  |                   |

|  | Diplodocus carnegii                  |
|  |                                      |
|  | Diplodocus hallorum (= Seismosaurus) |
|  |                                      |

|  | Kaatedocus siberi |
|  |                   |
|  | Barosaurus lentus |
|  |                   |

|  | Diplodocus carnegii                  |
|  |                                      |
|  | Diplodocus hallorum (= Seismosaurus) |
|  |                                      |

|  | Kaatedocus siberi |
|  |                   |
|  | Barosaurus lentus |
|  |                   |

|  | Supersaurus lourinhanensis (= Dinheirosaurus) |
|  |                                               |
|  | Supersaurus vivianae                          |
|  |                                               |

|  | Diplodocus carnegii                  |
|  |                                      |
|  | Diplodocus hallorum (= Seismosaurus) |
|  |                                      |

|  | Kaatedocus siberi |
|  |                   |
|  | Barosaurus lentus |
|  |                   |

|  | Diplodocus carnegii                  |
|  |                                      |
|  | Diplodocus hallorum (= Seismosaurus) |
|  |                                      |

|  | Kaatedocus siberi |
|  |                   |
|  | Barosaurus lentus |
|  |                   |

|  | Diplodocus carnegii                  |
|  |                                      |
|  | Diplodocus hallorum (= Seismosaurus) |
|  |                                      |

|  | Kaatedocus siberi |
|  |                   |
|  | Barosaurus lentus |
|  |                   |

|  | Diplodocus carnegii                  |
|  |                                      |
|  | Diplodocus hallorum (= Seismosaurus) |
|  |                                      |

|  | Kaatedocus siberi |
|  |                   |
|  | Barosaurus lentus |
|  |                   |

|  | Diplodocus carnegii                  |
|  |                                      |
|  | Diplodocus hallorum (= Seismosaurus) |
|  |                                      |

|  | Kaatedocus siberi |
|  |                   |
|  | Barosaurus lentus |
|  |                   |

|  | Diplodocus carnegii                  |
|  |                                      |
|  | Diplodocus hallorum (= Seismosaurus) |
|  |                                      |

|  | Kaatedocus siberi |
|  |                   |
|  | Barosaurus lentus |
|  |                   |

|  | Diplodocus carnegii                  |
|  |                                      |
|  | Diplodocus hallorum (= Seismosaurus) |
|  |                                      |

|  | Kaatedocus siberi |
|  |                   |
|  | Barosaurus lentus |
|  |                   |

|  | Diplodocus carnegii                  |
|  |                                      |
|  | Diplodocus hallorum (= Seismosaurus) |
|  |                                      |

|  | Kaatedocus siberi |
|  |                   |
|  | Barosaurus lentus |
|  |                   |

|  | Supersaurus lourinhanensis (= Dinheirosaurus) |
|  |                                               |
|  | Supersaurus vivianae                          |
|  |                                               |

|  | Diplodocus carnegii                  |
|  |                                      |
|  | Diplodocus hallorum (= Seismosaurus) |
|  |                                      |

|  | Kaatedocus siberi |
|  |                   |
|  | Barosaurus lentus |
|  |                   |

|  | Diplodocus carnegii                  |
|  |                                      |
|  | Diplodocus hallorum (= Seismosaurus) |
|  |                                      |

|  | Kaatedocus siberi |
|  |                   |
|  | Barosaurus lentus |
|  |                   |

|  | Diplodocus carnegii                  |
|  |                                      |
|  | Diplodocus hallorum (= Seismosaurus) |
|  |                                      |

|  | Kaatedocus siberi |
|  |                   |
|  | Barosaurus lentus |
|  |                   |

|  | Diplodocus carnegii                  |
|  |                                      |
|  | Diplodocus hallorum (= Seismosaurus) |
|  |                                      |

|  | Kaatedocus siberi |
|  |                   |
|  | Barosaurus lentus |
|  |                   |

|  | Diplodocus carnegii                  |
|  |                                      |
|  | Diplodocus hallorum (= Seismosaurus) |
|  |                                      |

|  | Kaatedocus siberi |
|  |                   |
|  | Barosaurus lentus |
|  |                   |

|  | Diplodocus carnegii                  |
|  |                                      |
|  | Diplodocus hallorum (= Seismosaurus) |
|  |                                      |

|  | Kaatedocus siberi |
|  |                   |
|  | Barosaurus lentus |
|  |                   |

|  | Diplodocus carnegii                  |
|  |                                      |
|  | Diplodocus hallorum (= Seismosaurus) |
|  |                                      |

|  | Kaatedocus siberi |
|  |                   |
|  | Barosaurus lentus |
|  |                   |

|  | Diplodocus carnegii                  |
|  |                                      |
|  | Diplodocus hallorum (= Seismosaurus) |
|  |                                      |

|  | Kaatedocus siberi |
|  |                   |
|  | Barosaurus lentus |
|  |                   |

|  | Supersaurus lourinhanensis (= Dinheirosaurus) |
|  |                                               |
|  | Supersaurus vivianae                          |
|  |                                               |

|  | Diplodocus carnegii                  |
|  |                                      |
|  | Diplodocus hallorum (= Seismosaurus) |
|  |                                      |

|  | Kaatedocus siberi |
|  |                   |
|  | Barosaurus lentus |
|  |                   |

|  | Diplodocus carnegii                  |
|  |                                      |
|  | Diplodocus hallorum (= Seismosaurus) |
|  |                                      |

|  | Kaatedocus siberi |
|  |                   |
|  | Barosaurus lentus |
|  |                   |

|  | Diplodocus carnegii                  |
|  |                                      |
|  | Diplodocus hallorum (= Seismosaurus) |
|  |                                      |

|  | Kaatedocus siberi |
|  |                   |
|  | Barosaurus lentus |
|  |                   |

|  | Diplodocus carnegii                  |
|  |                                      |
|  | Diplodocus hallorum (= Seismosaurus) |
|  |                                      |

|  | Kaatedocus siberi |
|  |                   |
|  | Barosaurus lentus |
|  |                   |

|  | Diplodocus carnegii                  |
|  |                                      |
|  | Diplodocus hallorum (= Seismosaurus) |
|  |                                      |

|  | Kaatedocus siberi |
|  |                   |
|  | Barosaurus lentus |
|  |                   |

|  | Diplodocus carnegii                  |
|  |                                      |
|  | Diplodocus hallorum (= Seismosaurus) |
|  |                                      |

|  | Kaatedocus siberi |
|  |                   |
|  | Barosaurus lentus |
|  |                   |

|  | Diplodocus carnegii                  |
|  |                                      |
|  | Diplodocus hallorum (= Seismosaurus) |
|  |                                      |

|  | Kaatedocus siberi |
|  |                   |
|  | Barosaurus lentus |
|  |                   |

|  | Diplodocus carnegii                  |
|  |                                      |
|  | Diplodocus hallorum (= Seismosaurus) |
|  |                                      |

|  | Kaatedocus siberi |
|  |                   |
|  | Barosaurus lentus |
|  |                   |

|  | Supersaurus lourinhanensis (= Dinheirosaurus) |
|  |                                               |
|  | Supersaurus vivianae                          |
|  |                                               |

|  | Diplodocus carnegii                  |
|  |                                      |
|  | Diplodocus hallorum (= Seismosaurus) |
|  |                                      |

|  | Kaatedocus siberi |
|  |                   |
|  | Barosaurus lentus |
|  |                   |

|  | Diplodocus carnegii                  |
|  |                                      |
|  | Diplodocus hallorum (= Seismosaurus) |
|  |                                      |

|  | Kaatedocus siberi |
|  |                   |
|  | Barosaurus lentus |
|  |                   |

|  | Diplodocus carnegii                  |
|  |                                      |
|  | Diplodocus hallorum (= Seismosaurus) |
|  |                                      |

|  | Kaatedocus siberi |
|  |                   |
|  | Barosaurus lentus |
|  |                   |

|  | Diplodocus carnegii                  |
|  |                                      |
|  | Diplodocus hallorum (= Seismosaurus) |
|  |                                      |

|  | Kaatedocus siberi |
|  |                   |
|  | Barosaurus lentus |
|  |                   |

|  | Diplodocus carnegii                  |
|  |                                      |
|  | Diplodocus hallorum (= Seismosaurus) |
|  |                                      |

|  | Kaatedocus siberi |
|  |                   |
|  | Barosaurus lentus |
|  |                   |

|  | Diplodocus carnegii                  |
|  |                                      |
|  | Diplodocus hallorum (= Seismosaurus) |
|  |                                      |

|  | Kaatedocus siberi |
|  |                   |
|  | Barosaurus lentus |
|  |                   |

|  | Diplodocus carnegii                  |
|  |                                      |
|  | Diplodocus hallorum (= Seismosaurus) |
|  |                                      |

|  | Kaatedocus siberi |
|  |                   |
|  | Barosaurus lentus |
|  |                   |

|  | Diplodocus carnegii                  |
|  |                                      |
|  | Diplodocus hallorum (= Seismosaurus) |
|  |                                      |

|  | Kaatedocus siberi |
|  |                   |
|  | Barosaurus lentus |
|  |                   |

|  | Supersaurus lourinhanensis (= Dinheirosaurus) |
|  |                                               |
|  | Supersaurus vivianae                          |
|  |                                               |

|  | Diplodocus carnegii                  |
|  |                                      |
|  | Diplodocus hallorum (= Seismosaurus) |
|  |                                      |

|  | Kaatedocus siberi |
|  |                   |
|  | Barosaurus lentus |
|  |                   |

|  | Diplodocus carnegii                  |
|  |                                      |
|  | Diplodocus hallorum (= Seismosaurus) |
|  |                                      |

|  | Kaatedocus siberi |
|  |                   |
|  | Barosaurus lentus |
|  |                   |

|  | Diplodocus carnegii                  |
|  |                                      |
|  | Diplodocus hallorum (= Seismosaurus) |
|  |                                      |

|  | Kaatedocus siberi |
|  |                   |
|  | Barosaurus lentus |
|  |                   |

|  | Diplodocus carnegii                  |
|  |                                      |
|  | Diplodocus hallorum (= Seismosaurus) |
|  |                                      |

|  | Kaatedocus siberi |
|  |                   |
|  | Barosaurus lentus |
|  |                   |

|  | Diplodocus carnegii                  |
|  |                                      |
|  | Diplodocus hallorum (= Seismosaurus) |
|  |                                      |

|  | Kaatedocus siberi |
|  |                   |
|  | Barosaurus lentus |
|  |                   |

|  | Diplodocus carnegii                  |
|  |                                      |
|  | Diplodocus hallorum (= Seismosaurus) |
|  |                                      |

|  | Kaatedocus siberi |
|  |                   |
|  | Barosaurus lentus |
|  |                   |

|  | Diplodocus carnegii                  |
|  |                                      |
|  | Diplodocus hallorum (= Seismosaurus) |
|  |                                      |

|  | Kaatedocus siberi |
|  |                   |
|  | Barosaurus lentus |
|  |                   |

|  | Diplodocus carnegii                  |
|  |                                      |
|  | Diplodocus hallorum (= Seismosaurus) |
|  |                                      |

|  | Kaatedocus siberi |
|  |                   |
|  | Barosaurus lentus |
|  |                   |

## Levenswijze
Het leefgebied van Seismosaurus was tamelijk droog met slechts een kort nat seizoen. Het landschap was echter doortrokken van rivieren aan de randen waarvan zich velden met varens en rivierbossen bevonden. Van het ecosysteem maakten veel andere sauropoden deel uit: Diplodocus carnegii, Brachiosaurus altithorax, Camarasaurus, Apatosaurus, Brontosaurus en Barosaurus. Het is niet duidelijk wat precies de nicheverdeling was. Misschien dat vormen met een zeer lange nek zoals Seismosaurus deze vooral gebruikten om met zo min mogelijk energieverlies een zo groot mogelijke oppervlakte aan bodemplanten te bereiken. Zelfs als we een slechts geringe bewegingsvrijheid tussen de halswervels aannemen, zou een groot individu als het holotype echter ook een aanzienlijk verticaal bereik hebben van zo'n vijf meter. Het verticale bereik zou nog sterk verlengd worden als het dier op zijn achterpoten ging staan, wat de kop op zo'n vijftien meter zou brengen. De langwerpige kop en stiftvormige tanden van diplodociden waren vooral geschikt voor het losrukken van bladeren of het strippen van naalden of kegels van de takken van naaldbomen. Dat de maagstenen die Gillette meende ontdekt te hebben vermoedelijk gewoon kiezelstenen waren, betekent niet dat zulke gastrolieten afwezig waren: vogels en krokodillen, respectievelijk de laatste vertegenwoordigers en nauwste nog levende verwanten van de dinosauriërs, gebruiken die nog steeds en dus is het voor een bepaalde uitgestorven dinosauriërsoort het waarschijnlijkst dat die ze ook bezat.
De gigantische omvang van het holotype zou het beschermd hebben tegen grote theropode rovers als Allosaurus, Saurophaganax en Ceratosaurus. Kleinere exemplaren zoals de toegewezen specimina met een lengte tussen de twintig en vijfentwintig meter, konden zich verdedigen met het lange staartuiteinde dat als een zweep gewerkt kan hebben.